# Statue-menhir

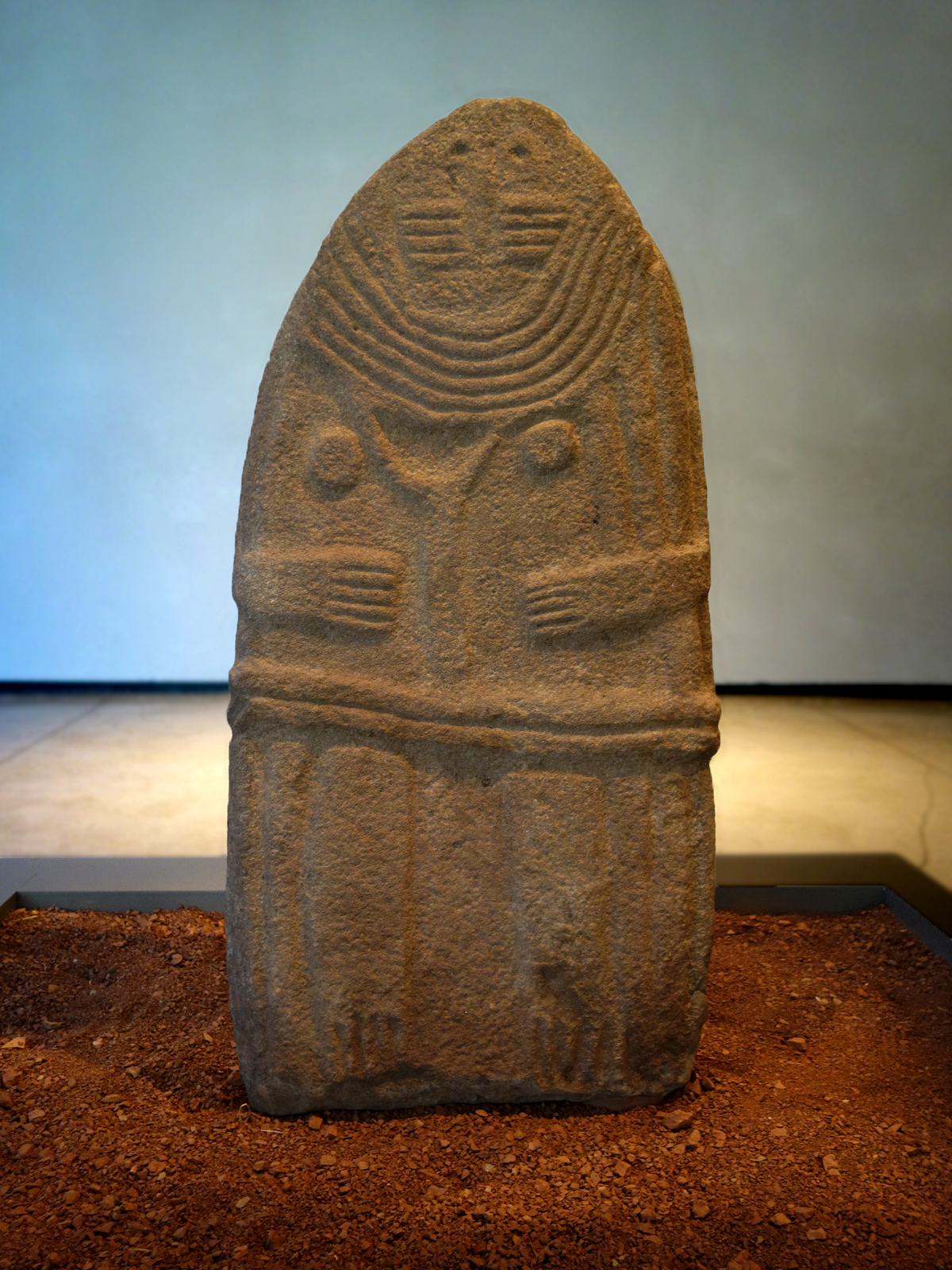
« La Dame de Saint-Sernin » (France, groupe rouergat).

Une statue-menhir est un menhir sculpté de façon anthropomorphe. En Europe, la période d'érection de ce type de mégalithe va du Néolithique final jusqu'au début de l'âge du bronze (3500 à 2000 av. J.-C. environ).

## Définitions
L'expression « statue-menhir », désormais parfois remplacée par « stèle anthropomorphe », est proposée pour la première fois par l'abbé Hermet en 1898 dans son article Statues-menhirs de l'Aveyron et du Tarn publié dans le Bulletin Archéologique. Son argumentation repose sur cinq constats :
- les œuvres étant arrondies et sculptées de chaque côté, ne sont pas des stèles mais des statues ;
- leur forme les destinent à être plantées en terre comme des menhirs ;
- ce sont des œuvres préhistoriques ;
- la similitude de style entre les statues ne relève pas du hasard mais d'une volonté délibérée de reproduire un monument spécifique ;
- la roche dans laquelle la statue a été taillée n'a pas été prélevée là où la statue a été dressée ;

Le terme sera officiellement adopté au congrès international d'anthropologie et d'archéologie préhistoriques de Paris en 1900 où l'Abbé Hermet est délégué par la Société des lettres de l'Aveyron pour y présenter un rapport sur ses travaux.
Le terme est donc « une convention pour désigner une statue en pierre, destinée à être fichée en terre, dont la datation est implicitement au moins antérieure à l'âge du fer, la terminologie utilisée après cette période étant celle de statue ». Cette dénomination est généralement admise par la communauté scientifique, bien que certains auteurs lui préfèrent celle de « dalle anthropomorphe » ou « stèle anthropomorphe », elle s'est peu à peu imposée par commodité pour décrire ce type de mégalithe, ce qui n'empêche pas quelques précisions complémentaires selon les auteurs :
- selon Jean Arnal, c'est « une dalle de pierre soigneusement ovalisée et régularisée par martelage, plate sur sa face antérieure, légèrement bombée sur sa face postérieure. Elle peut être sculptée en bas-relief ou gravée de façon à représenter schématiquement un être humain ou un dieu humanisé »[4].
- selon André D'Anna, « une statue-menhir est un monument mégalithique formé d'un seul bloc sculpté en ronde-bosse ou en bas-relief et représentant une figuration humaine »[5].
- selon Jean-Pierre Serres, « une statue-menhir est un menhir sculpté représentant une figuration humaine »[6]. La dalle, quelle que soit sa nature rocheuse, a fait l'objet d'une régularisation sur toutes ses faces afin d'y représenter, recto-verso, gravé ou sculpté en ronde-bosse, un personnage[6].
- « A l'inverse, une dalle anthropomorphe ne porte des figurations que sur une seule face. »[7].
- « une statue-menhir est une statue sculptée dans un menhir ou plus précisément un monument mégalithique formé d'un seul bloc sculpté en ronde-bosse ou en bas-relief et représentant une figuration humaine. Ronde-bosse ou bas-relief sont parfois complétés ou remplacés par la gravure. Le personnage est représenté en totalité ou en partie sur une ou plusieurs face du bloc »[8].
- les stèles anthropomorphes sont « des monolithes mobiles aménagés, de hauteur supérieure à 25 cm et de forme allongée mais inconstante (subovale ou subrectangulaire en général), destinés à être érigés (au moins dans un premier temps) et dont les bords délimitent des images gravées, sculptées en bas-relief ou au champlevé et parfois enduites de peinture rouge, d'apparence humaine, détaillées, schématiques ou simplement suggérées par un attribut, complètes ou partielles, sur une face ou plus »[9].

Dans les faits, la littérature archéologique assimile aux statues-menhirs un ensemble de pierres sculptées assez disparate mais « le terme statue-menhir reste d'un usage commode pour désigner l'ensemble du phénomène et plusieurs auteurs sont favorables à son emploi exclusif ».

## Iconographie
Il est d'usage de distinguer les motifs anatomiques (visage, seins, bras, mains, jambes, pieds, cheveux) et les attributs complémentaires (tatouages ou scarifications, vêtements, armes, objets symboliques) qui sont nombreux et variés et souvent schématiques. La classification en groupes résulte de l'étude des motifs et attributs, de leur mode de réalisation et de leurs associations. Les associations traits anthropomorphes et attributs caractéristiques conduisent à identifier le sexe des personnages : les statues comportant des seins sont considérées comme féminines et celles comportant des armes comme masculines. Pour autant, il n'y a jamais de représentations explicites de sexe - sauf peut-être une vulve sur la stèle du Mas d'Azaïs (Montlaur, Aveyron) et un pénis sur celle des Maurels (Calmels-et-le-Viala, Aveyron).

## Répartition géographique

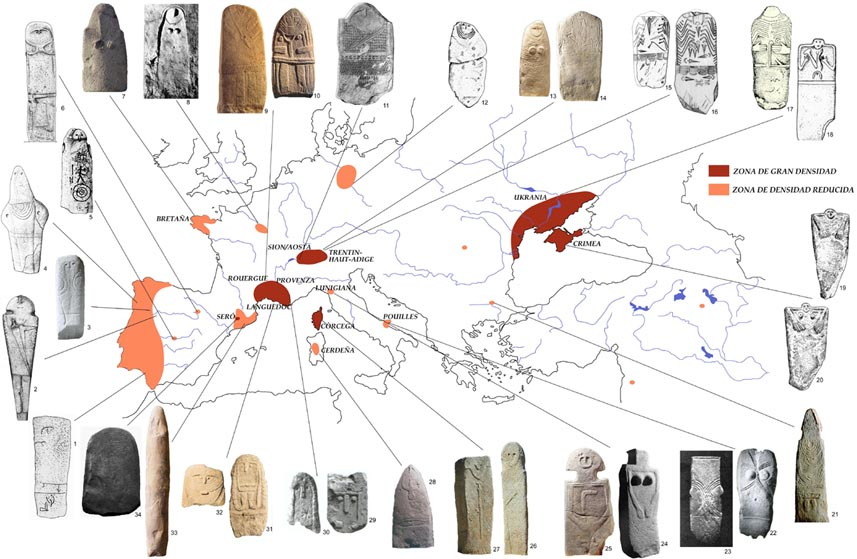
Carte présentant la distribution géographique des statues-menhirs en Europe

Les statues-menhirs se retrouvent par groupes dans des régions extrêmement localisées, à travers toute l'Europe principalement en France, en Italie (Vallée d'Aoste, Trentin-Haut-Adige, Lunigiana, Pouilles, Sardaigne), en Ukraine (côte de la Mer Noire et Crimée) et, avec des densités beaucoup plus faibles, dans l'ouest de la péninsule ibérique (Cantabrie, Estremadure), en Allemagne (Saxe-Anhalt), en Suisse (Valais, Neuchâtel), et quelques exemplaires isolés en Grèce, Bulgarie et Roumanie. En l'état actuel des connaissances, il est cependant difficile de faire une liaison culturelle entre les groupes du nord de la mer Noire et ceux de la zone nord de la Méditerranée.

### En France

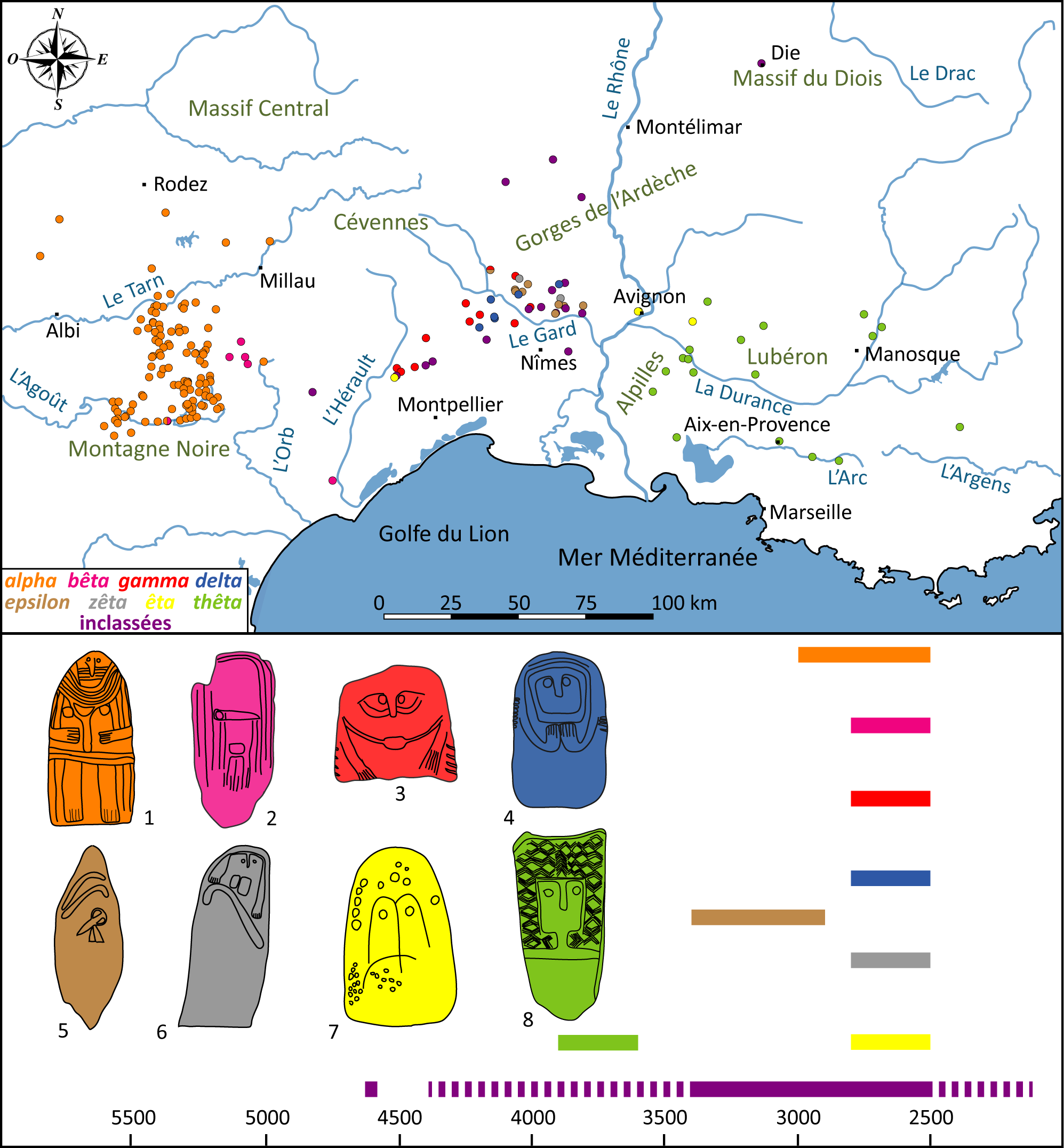
Répartition géographique et chronologique des huit styles de statues-menhirs du Midi de la France.

On y distingue quatre aires principales de répartition géographique (liste des statues-menhirs de France) : le Rouergue, le Haut-Languedoc, la Provence, la Corse. Ces principaux groupes ont été définis dès 1931 par Octobon. Quelques stèles anthropomorphes sont ponctuellement recensées en Bretagne (statue-menhir de Laniscar, île Guénioc, menhirs Babouin et Babouine, tumulus de Kerméné). En 2017, à Chamigny (Seine-et-Marne), l'INRAP a mis au jour une stèle anthropomorphe extrêmement rare en Île-de-France, dont « la date serait comprise entre la deuxième moitié du IVe millénaire et la première moitié du IIIe millénaire avant notre ère ».
Les groupes rouergats et haut-languedociens présentent des parentés géographiques, esthétiques et chronologiques certaines, il en est tout autrement des groupes provençal et corse. En tout état de cause, rien n’indique l'existence de relations évidentes entre ces groupes.

#### Le groupe rouergat
Selon Jean Guilaine, ce groupe constitue en France « l'ensemble de stèles protohistoriques le plus important et celui qui compte au plan stylistique les œuvres les plus élaborées ». Les statues-menhirs de ce groupe doivent leur nom à leur implantation à cheval sur les départements de l'Aveyron, du Tarn et de l’Hérault. C'est un groupe stylistiquement très homogène. Les statues-menhirs sont sexuées, les attributs des personnages variant selon le sexe.

#### Le groupe du Languedoc méditerranéen
Une soixantaine de statues-menhirs sont connues dans le Gard, l'Hérault et l'Ardèche. Elles sont moins ouvragées que les statues-menhirs du Rouergue et leur ornementation est un peu plus sommaire. Plusieurs ont été découvertes dans un contexte à vocation funéraire ou d'habitat . Elles sont datées du Néolithique final (entre 3200 et 2400 av. J.-C.) et de l'âge du bronze ancien. Elles sont pour partie conservées au muséum d'histoire naturelle de Nîmes.

#### Le groupe provençal
Une quarantaine de statues-menhirs sont connues en Provence (Trêts, Ventabren-Château-Blanc, Goult-l'Ubac). Elles adoptent souvent une forme triangulaire et un décor en chevrons, voire une absence totale de décor. Les stèles trouvées à la Bastidonne près de Trets, comme l'ensemble des stèles ou fragments de stèles du sous-groupe provençal à chevrons, apparaissent comme l'une des plus anciennes manifestations d’art statuaire anthropomorphe de Méditerranée occidentale, entre 3900 et 3600 av. J.-C. environ.

#### Le groupe corse
Avec plus de 100 spécimens, la Corse est la région méditerranéenne où l'on trouve le plus de statues-menhirs. Nommées localement stantari et présentes surtout en Corse-du-Sud, les statues-menhirs corses sont souvent plus abouties que leurs homologues du continent (Filitosa). De formes régulières et géométriques, elles peuvent être assimilées à de véritables statues et présentent souvent une arme de type épée ou poignard sur leur face avant.
Selon Jacques-Laurent Costa et Michel-Claude Weiss, l'époque de construction des statues-menhirs ne peut être datée précisément mais les archéologues disposent d'indices (découvertes faites sur le site d'implantation, études des attributs sculptés, notamment les armes) qui leur permettent d'avancer une période allant de 2 500 à 500 av. J.-C.,,.

#### Galerie statues-menhirs en France

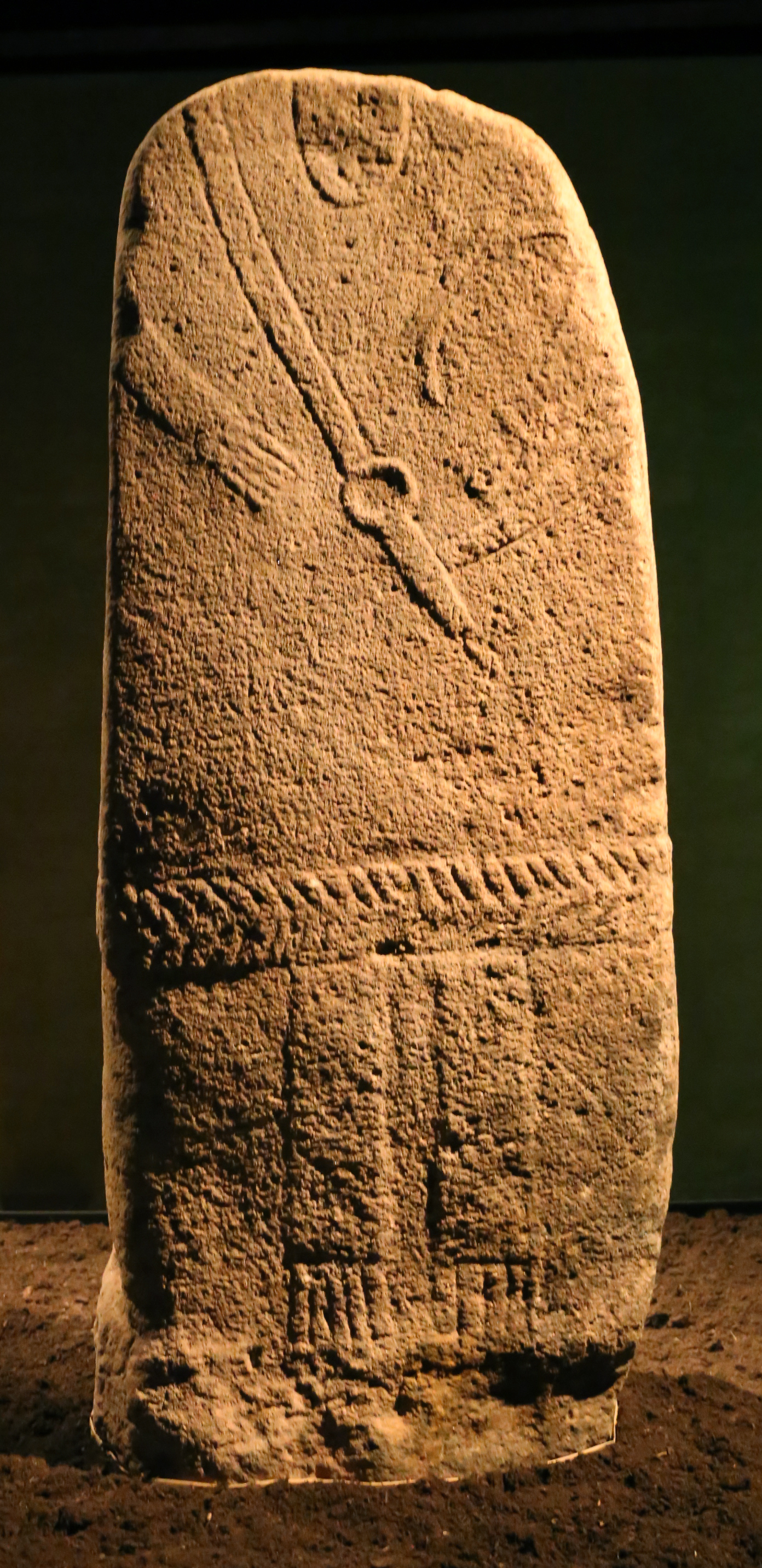
Statue-menhir des Maurels (groupe rouergat).
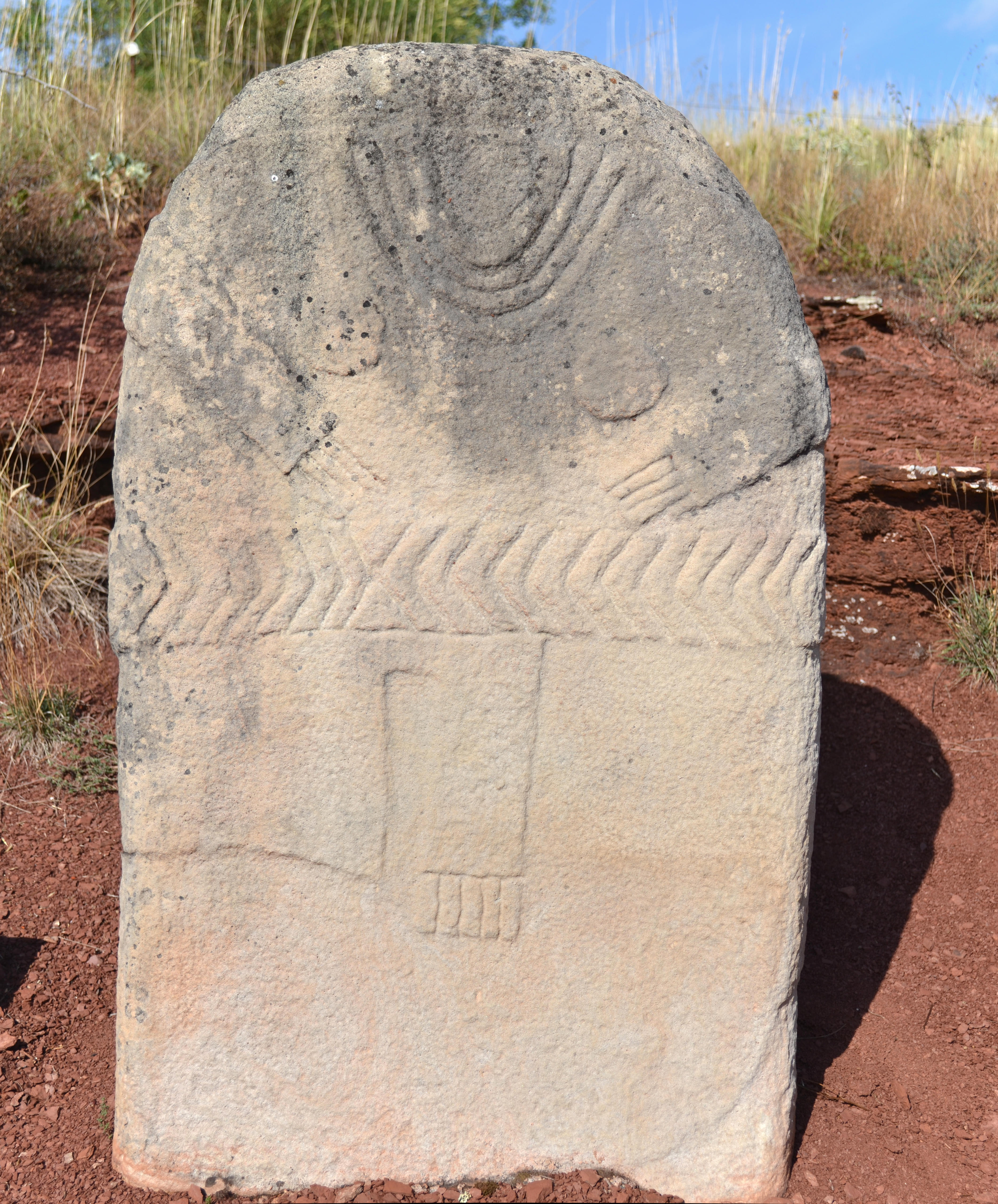
Statue-menhir du Mas d'Azaïs (groupe rouergat).
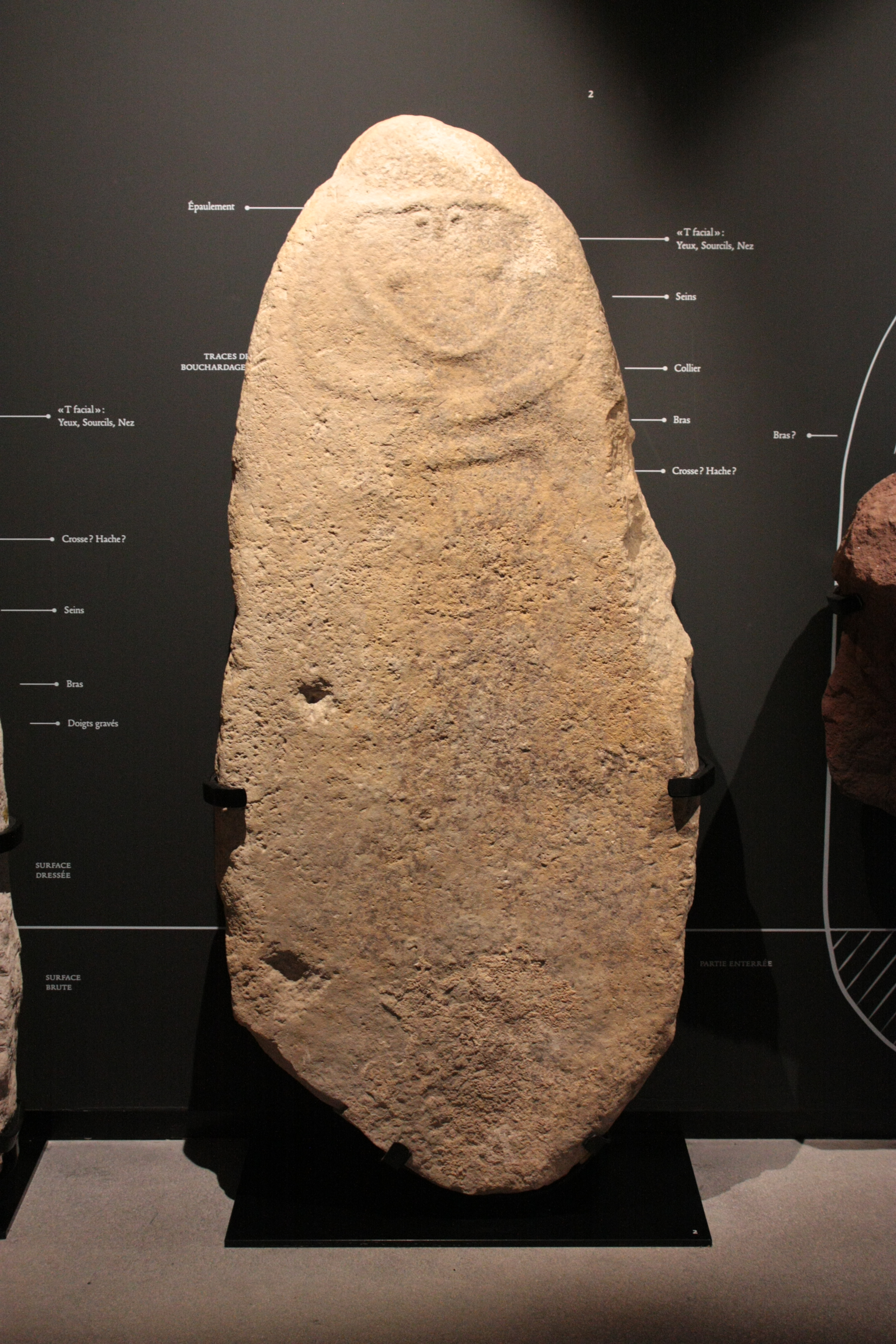
Statue-menhir des Collorgues (groupe du Languedoc).
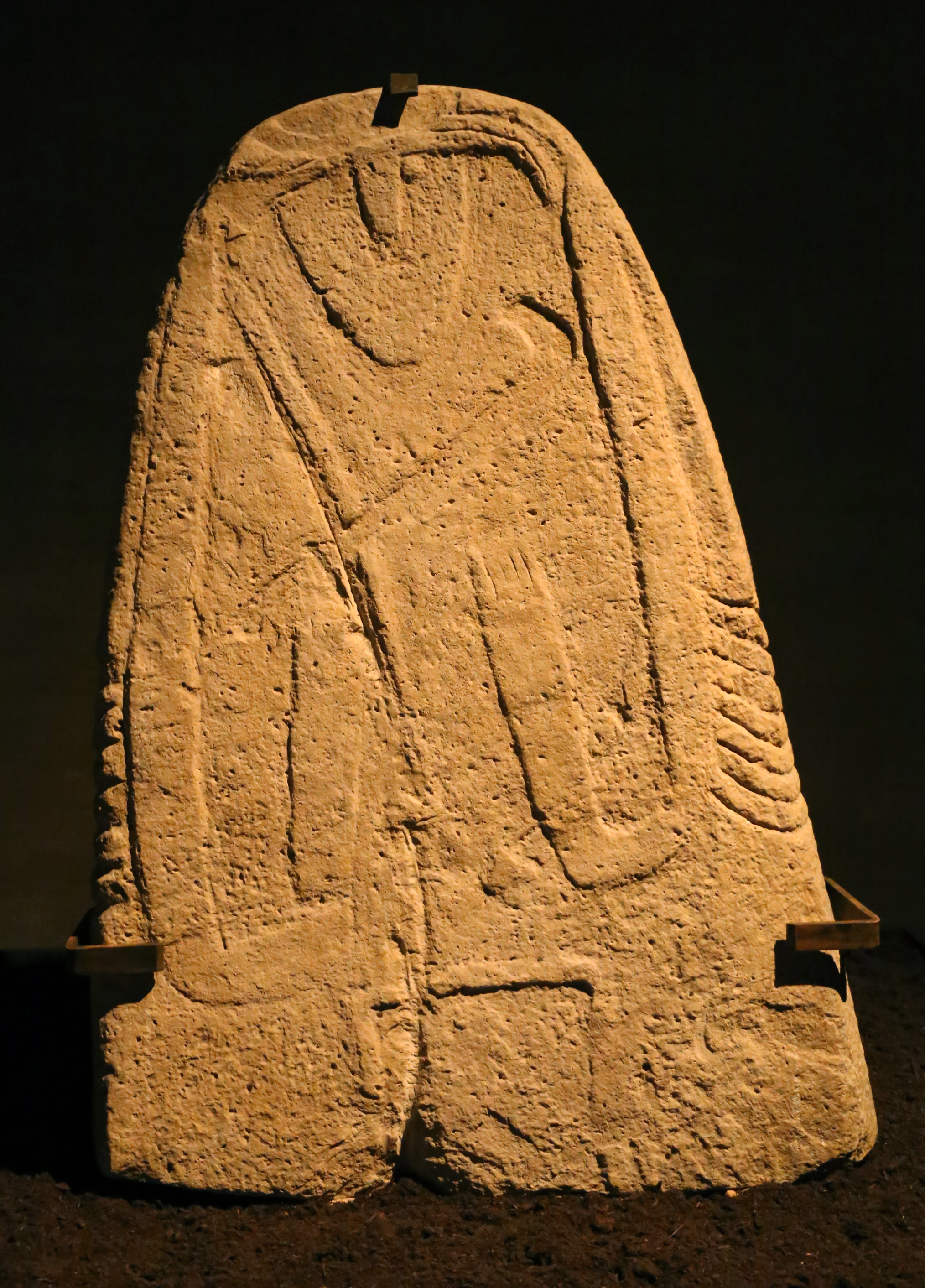
Statue-menhir de Rosseironne (groupe du Languedoc).
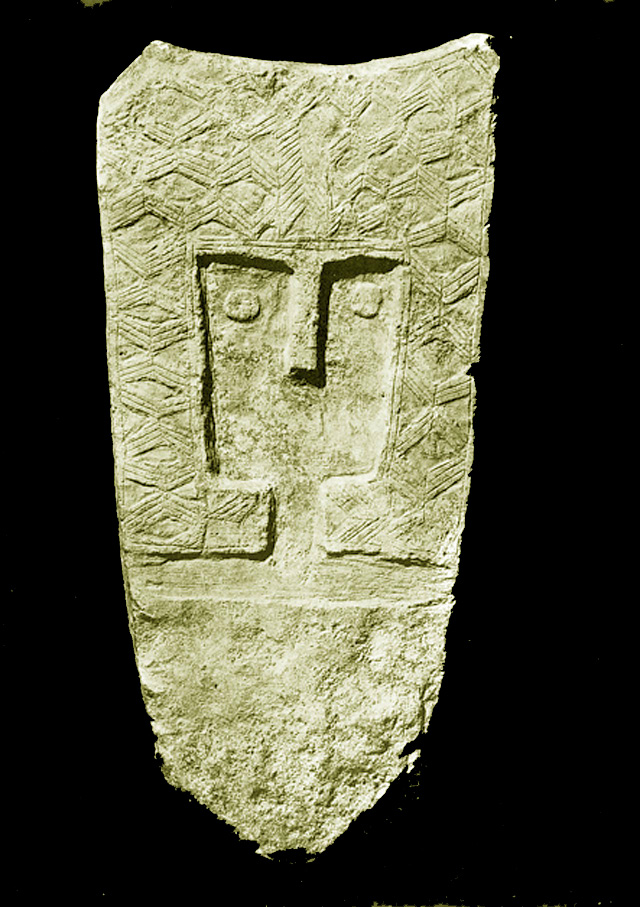
Stèle de Lauris (groupe provençal).
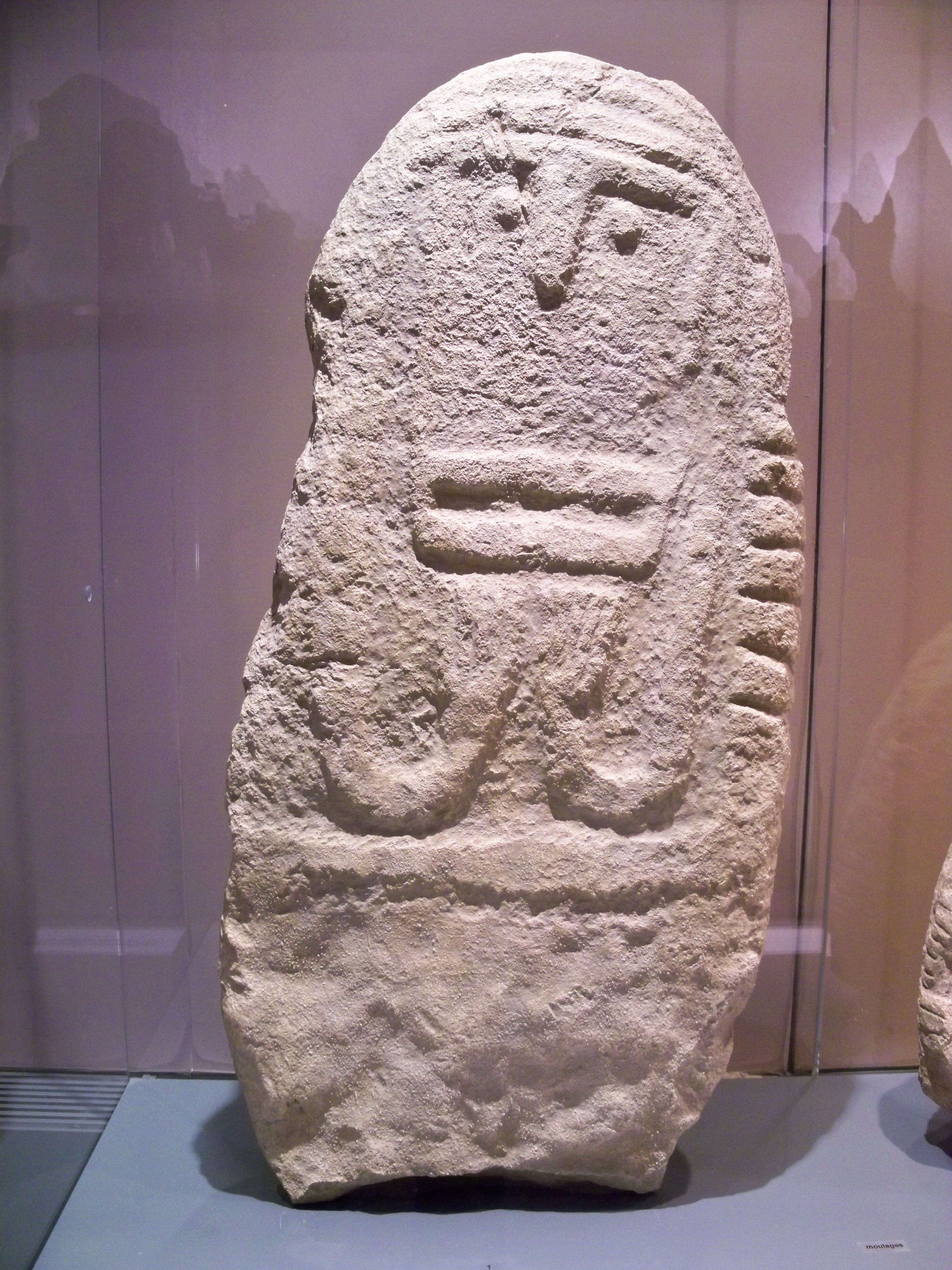
Statue-menhir de Quinson (groupe provençal).
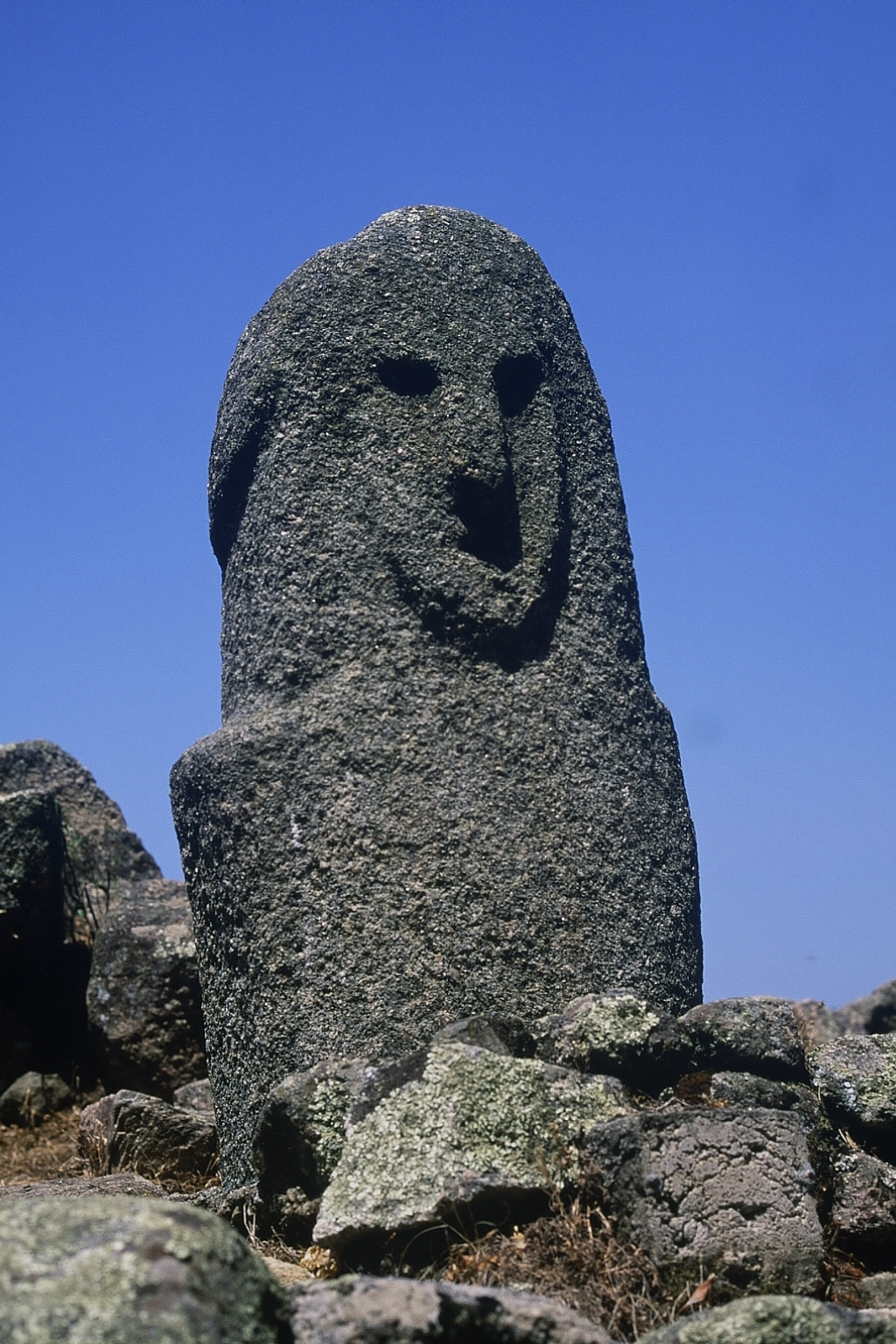
Statue-menhir de Filitosa IX (groupe corse).
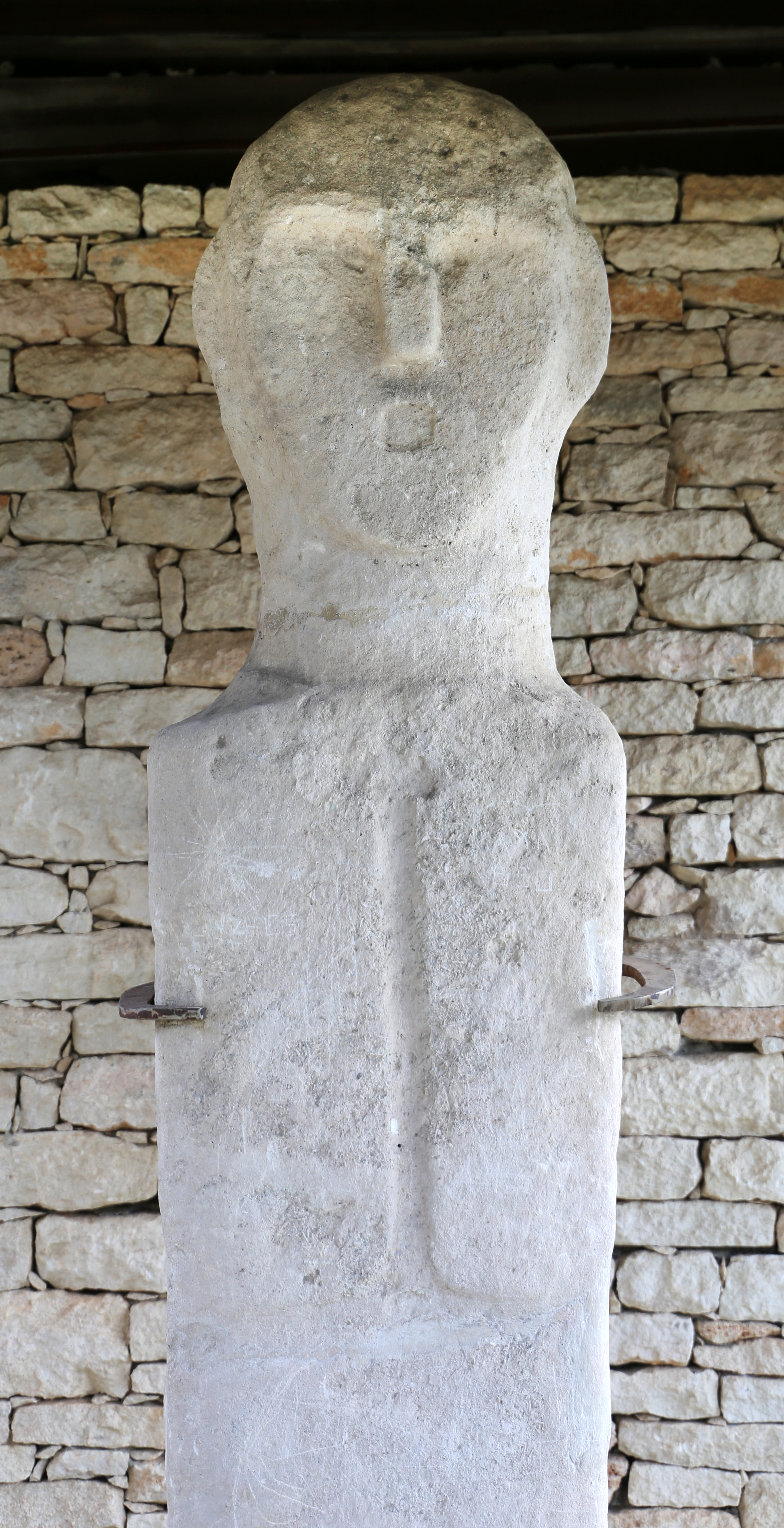
Statue-menhir d'U Nativu (groupe corse).

### Italie
En Italie, les statues-menhirs se concentrent sur la zone alpine (Vallée d'Aoste, Trentin-Haut-Adige), où elles présentent une affinité iconographique très forte (poignards) avec les stèles de Valcamonica, et dans la région de Lunigiana.

#### Vallée d'Aoste
Il s'agit de stèles de grandes dimensions (de 2 à 3 m de hauteur) avec deux types d'iconographie. Un premier groupe comprend des personnages aux bras repliés portant une pendeloque à double spirale, une ceinture simple et un ou plusieurs poignards de type Remedello. Dans le second groupe, plus nombreux, les personnages comportent des têtes bien marquées, un bloc nez-sourcils en relief, les bras repliés et un riche décor de motifs géométriques (losanges, triangles) finement piqueté, gravé ou incisé figurant probablement des vêtements ; les personnages portent des colliers, des ceintures complexes et des armes (arc, flèches, hache, poignard). Pour autant, toutes les stèles dateraient, selon F. Mezzena, du Néolithique final, vers 2 800 et 2 700 av. J.-C.

#### Trentin-Haut-Adige
Les statues-menhirs présentent quelques points communs avec celles de la Vallée d'Aoste. Les caractères anatomiques sont discrets (tête et épaules suggérées par le support) ou bien marqués (bloc nez-sourcils en relief, seins proéminents). Les attributs et les éléments de parure sont nombreux. Les bourrelets verticaux visibles représentent probablement les vêtements (capes, manteaux) et les ceintures sont symbolisées par des segments festonnés. Les colliers comportent plusieurs rangs mais ne semblent pas être un marqueur sexuel (plusieurs hommes en sont pourvus). Les femmes portent des diadèmes ou des couronnes, des pendants d'oreille et de grands châles couvrant le haut du corps. Les armes sont diverses (haches, hallebardes, poignards) et représentées en nombre parfois impressionnant et en association : la stèle de Lagundo B comporte quatorze haches et neuf poignards, la stèle d'Arco la plus riche comprend sept poignards, trois haches et trois hallebardes. Les statues armées, considérées comme des personnages masculins, sont de taille plus grande (1,50 à 2,50 m) que les statues féminines (0,50 à 0,80 m). Des rapprochements ont pu être réalisés entre l'équipement trouvé sur l'homme de Similaun et celui représenté sur ces statues (haches, manteau),. Quelques monuments comportent des variantes (poignards à pommeau circulaire) sur les stèles de Tötschling et Velturno ou des motifs plus originaux (quadrupèdes, motifs géométriques) comme la statue de Laces.
Les statues ont été découvertes en dehors de tout contexte archéologique mais pour celles qui sont armées, la comparaison avec les poignards de type Remedello permettent de les dater d'une période comprise entre 2 800 et 2 400 av. J.-C ou plus récente à la fin du IIe millénaire av. J.-C. (Velturno).

#### Lunigiana
Les statues-menhirs de la Lunigiana est un groupe qui comprend environ quatre-vingts statues-menhirs découvertes dans la province de Lunigiana. La plupart d'entre elles sont exposées au Castello del Piagnaro à Pontremoli. Les statues sont de taille moyenne, entre 0,60 m et 1,20 m de hauteur. La pierre d'origine a été soigneusement préparée. Le traitement de la tête de la statue a conduit à distinguer trois groupes typologiques correspondant à une évolution vers une statuaire de moins en moins stylisée. D'après l'étude des armes, représentées sur les statues-masculines, les plus anciennes statues (groupe A) dateraient de la période du Remedello II entre 2 800 et 2 400 av. J.-C tandis que les plus récentes dateraient de l'âge du Bronze et du début de l'Âge du fer.

#### Pouilles
Une trentaine de statues ont été découvertes à Castellucio dei Sauri et à Bovino dans un état très fragmentaire. L'iconographie représentée correspond à des statues masculines avec des armes très schématisées (poignards) ou à des statues féminines représentées avec les seins encadrés par un motif en « X ». Sur le site de Sterparo, les stèles avaient été dressées sur un site cérémoniel dont l'occupation est rattachée à la culture de Piano Conte correspondant à une période transitoire entre le IVe millénaire av. J.-C. et le IIIe millénaire av. J.-C.. On distingue trois types de stèles : le type A, féminines (seins) avec quelques attributs (collier, ceinture et motif spiraliformes) ; le type B, masculines, portant un poignard ; le type C, très abstrait avec un décor géométrique.

#### Sardaigne
En Sardaigne, les statues-menhirs sont concentrées dans le centre-ouest de l'île. Elles correspondent à une évolution continue du mégalithisme insulaire depuis des menhirs plus ou moins bruts du début du IVe millénaire av. J.-C. vers des menhirs proto-anthropomorphes (Bau Carradore, Is Cirquittu) puis anthropomorphes, et au stade ultime à des statues-menhirs, ces différents types de sculptures pouvant parfaitement être associés dans des regroupements ou alignements.

#### Galerie statues-menhirs en Italie

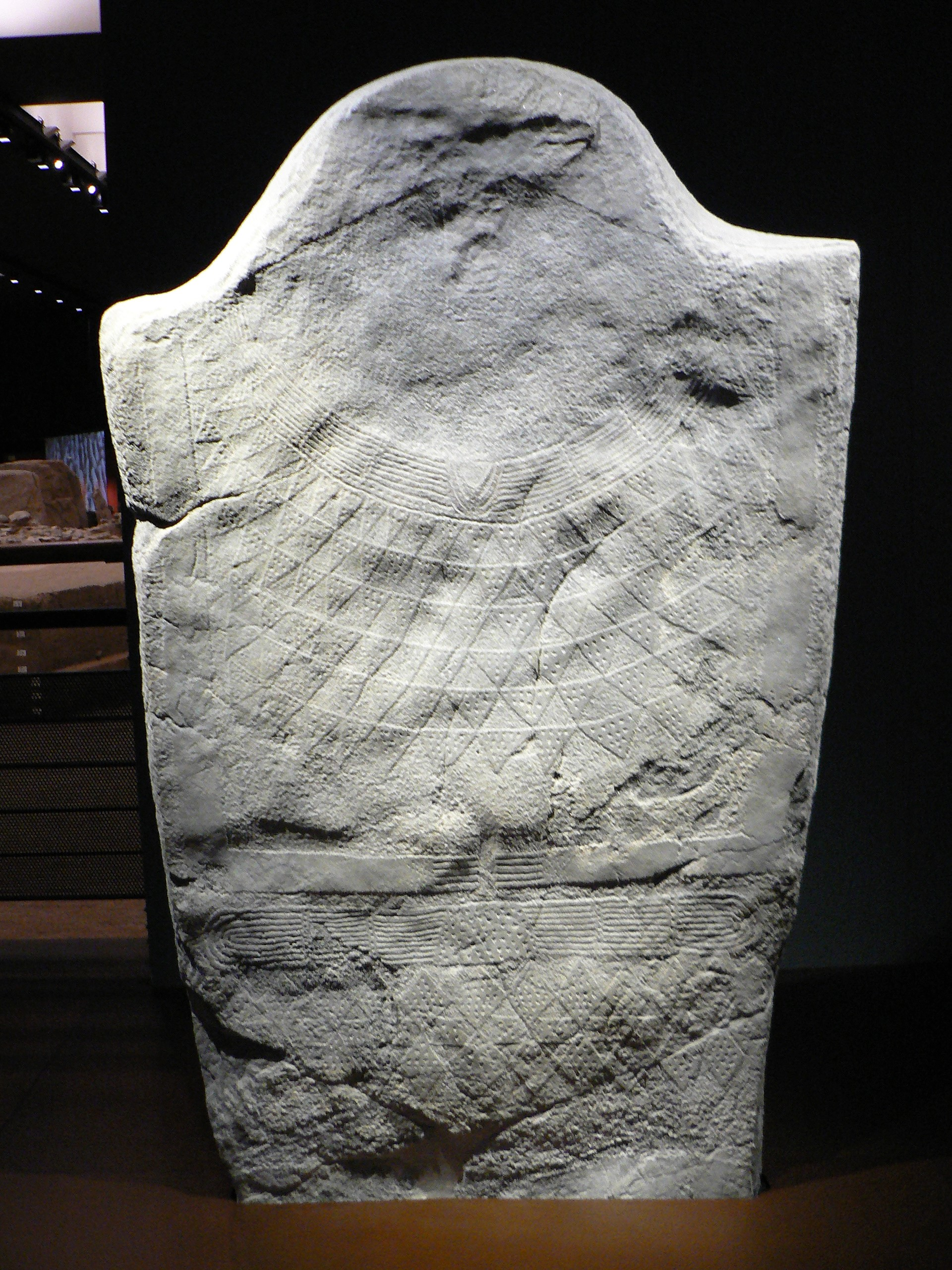
Stele n°3 de Saint-Martin-de-Corléans (Aoste).
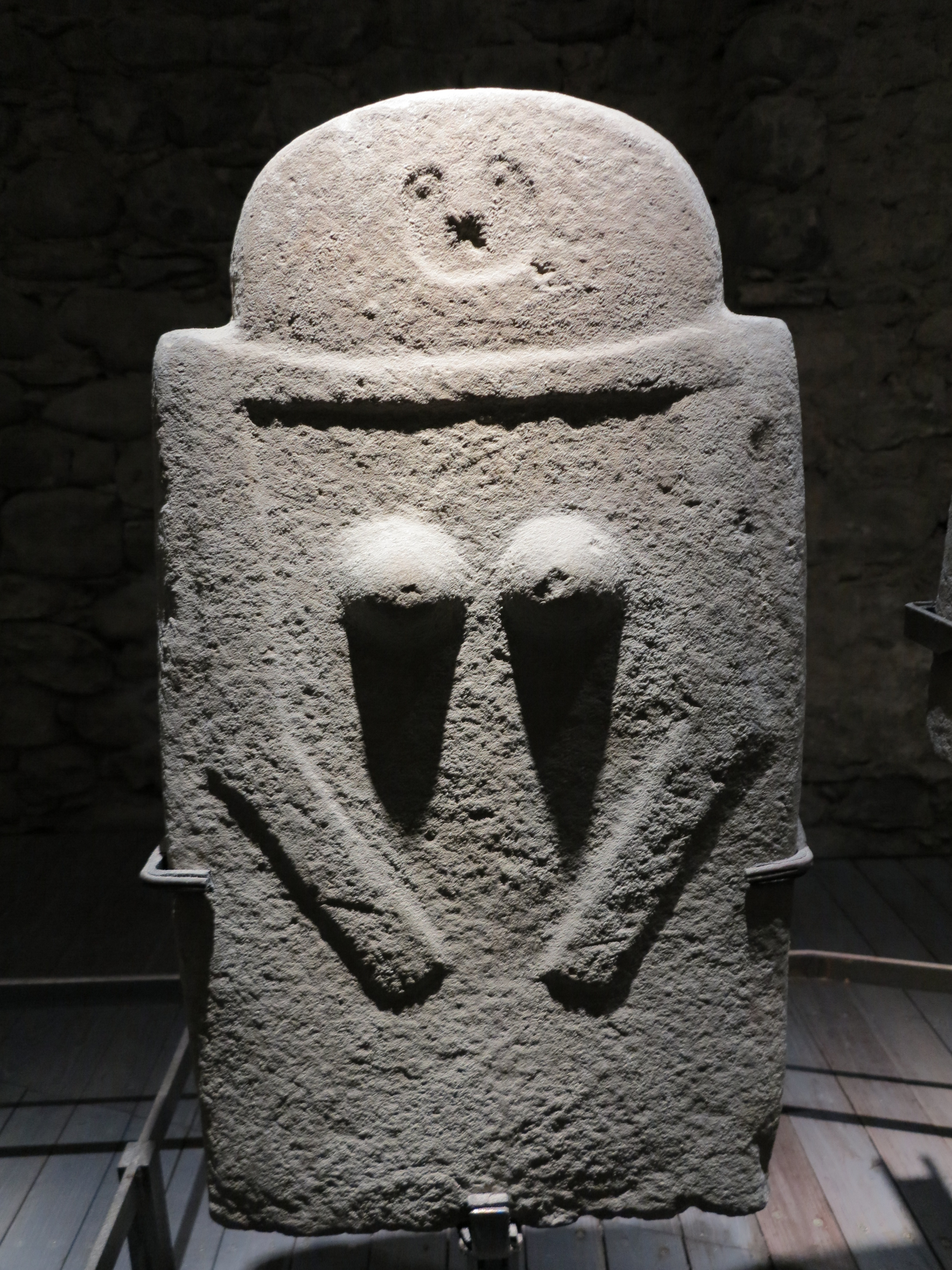
Stèle féminine de type A (Lunigiana).
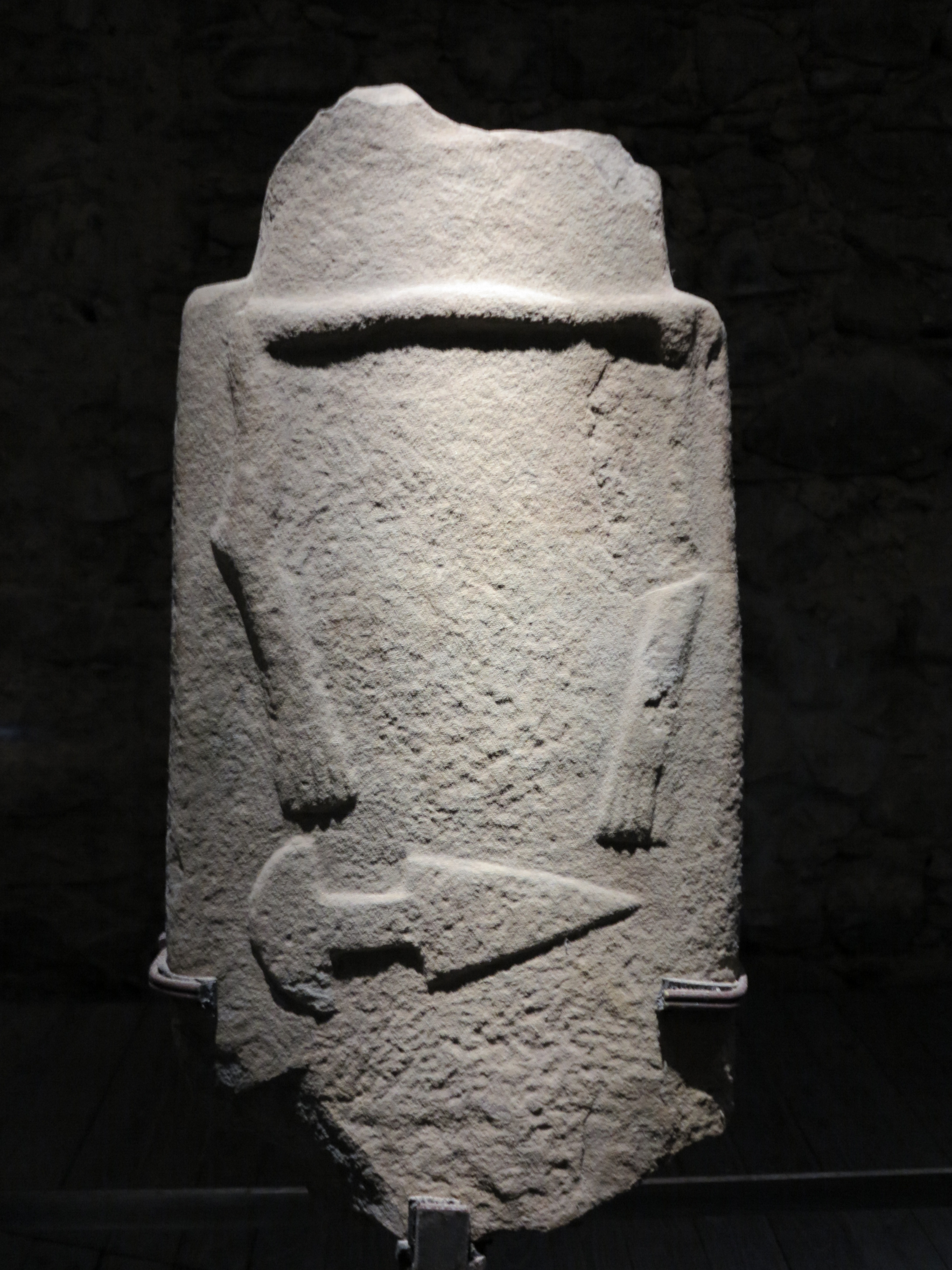
Stèle masculine de type A (Lunigiana).
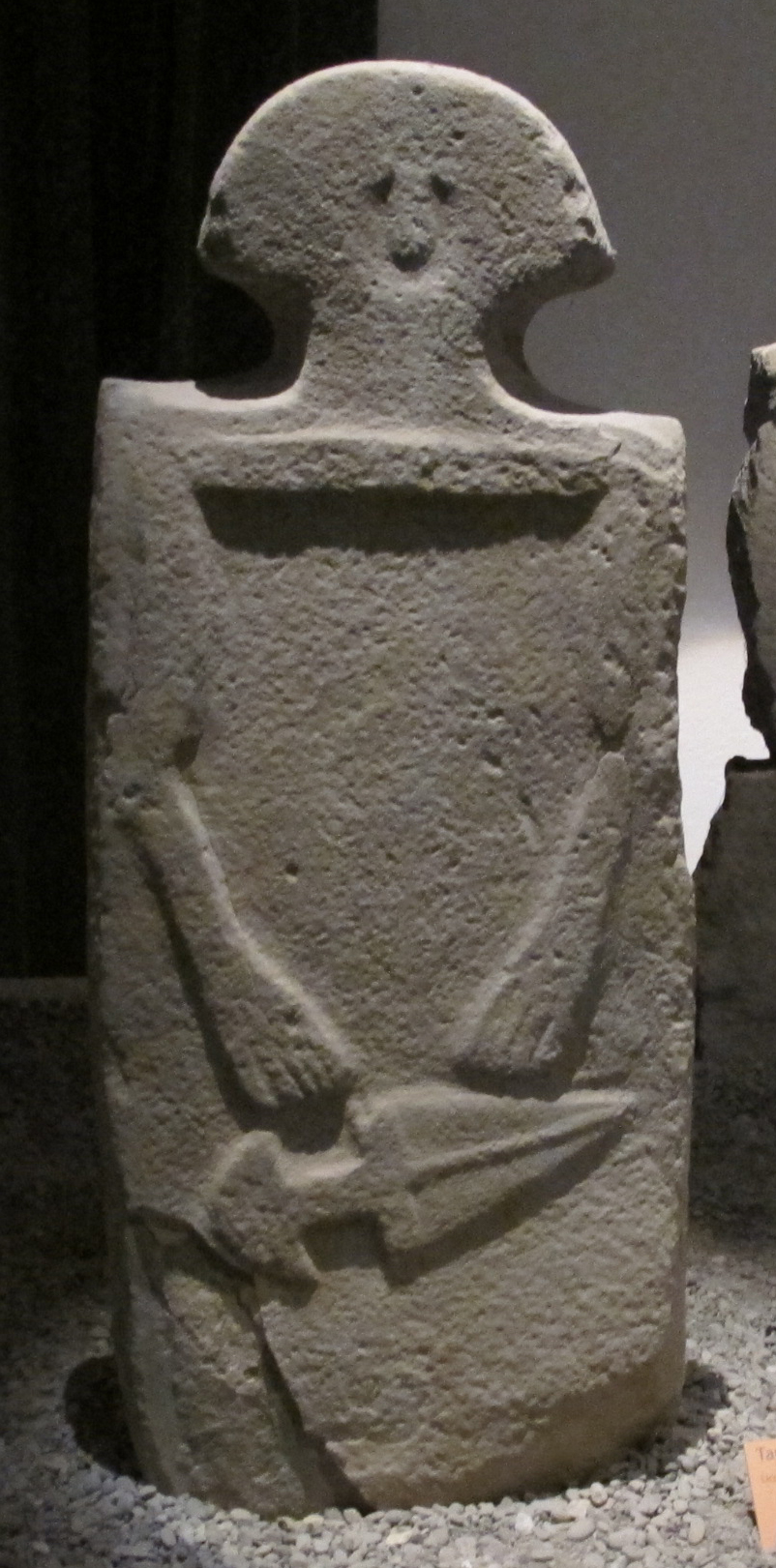
Stèle masculine de type B (Lunigiana).
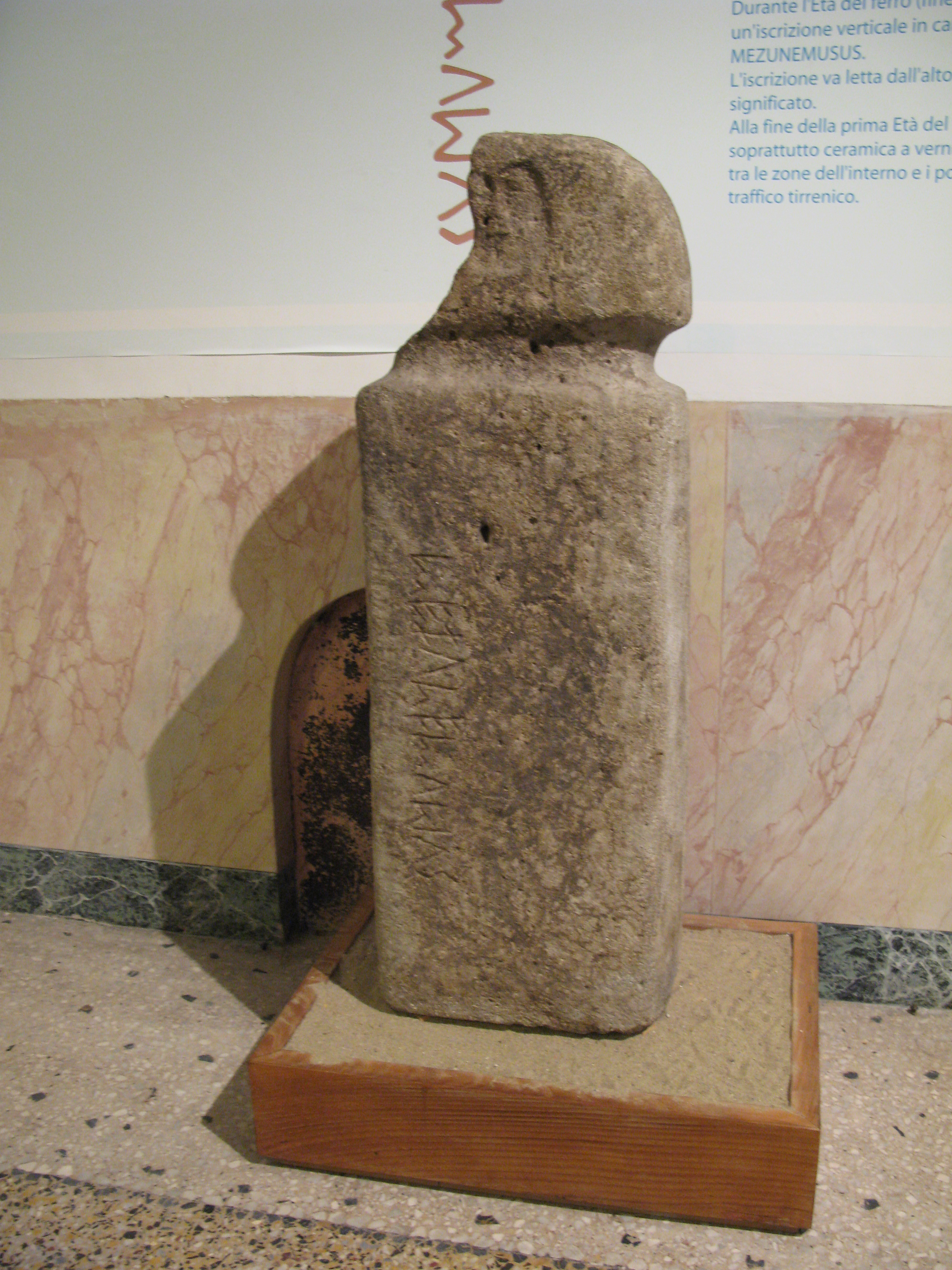
Statue-menhir de Zignago (Ligurie).
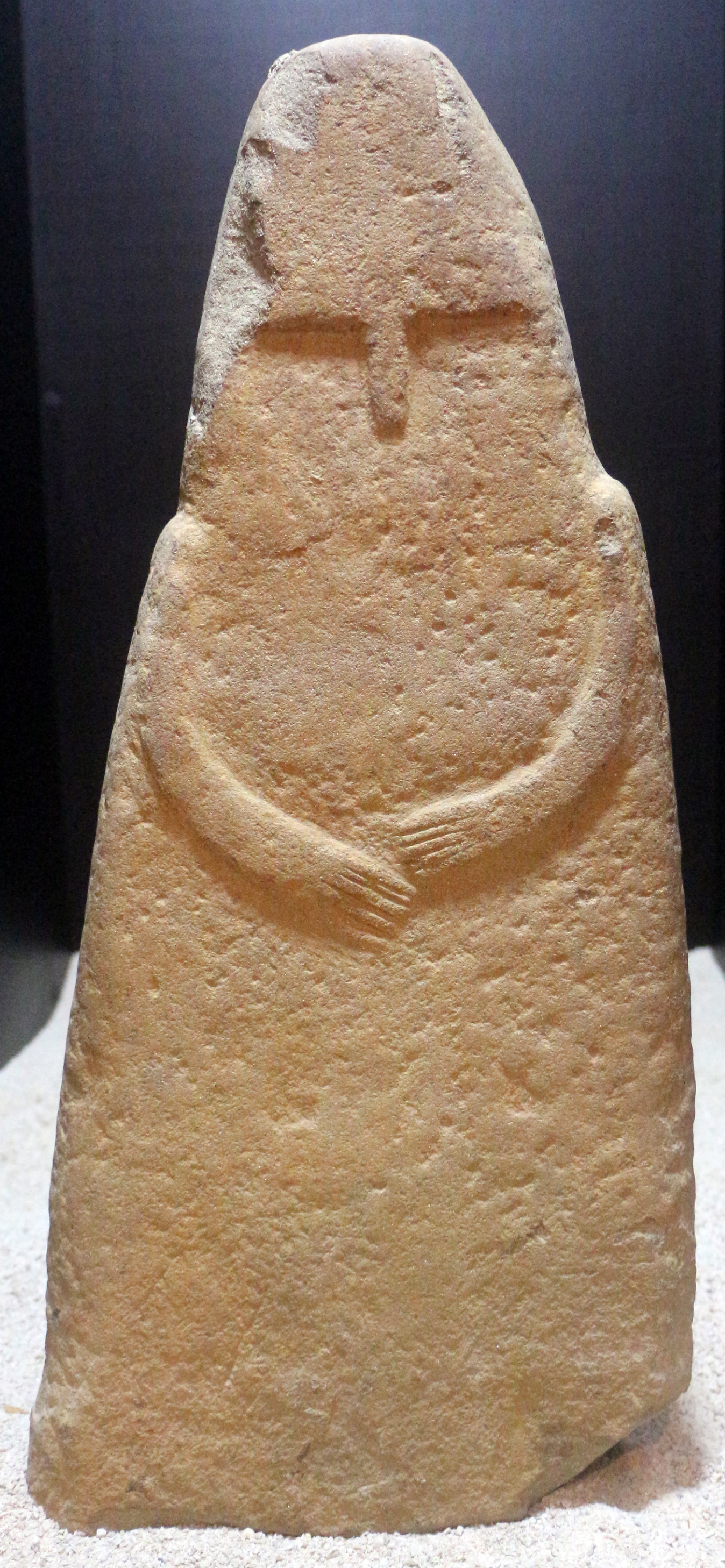
Stèle de Vado all'Arancio (Ligurie).
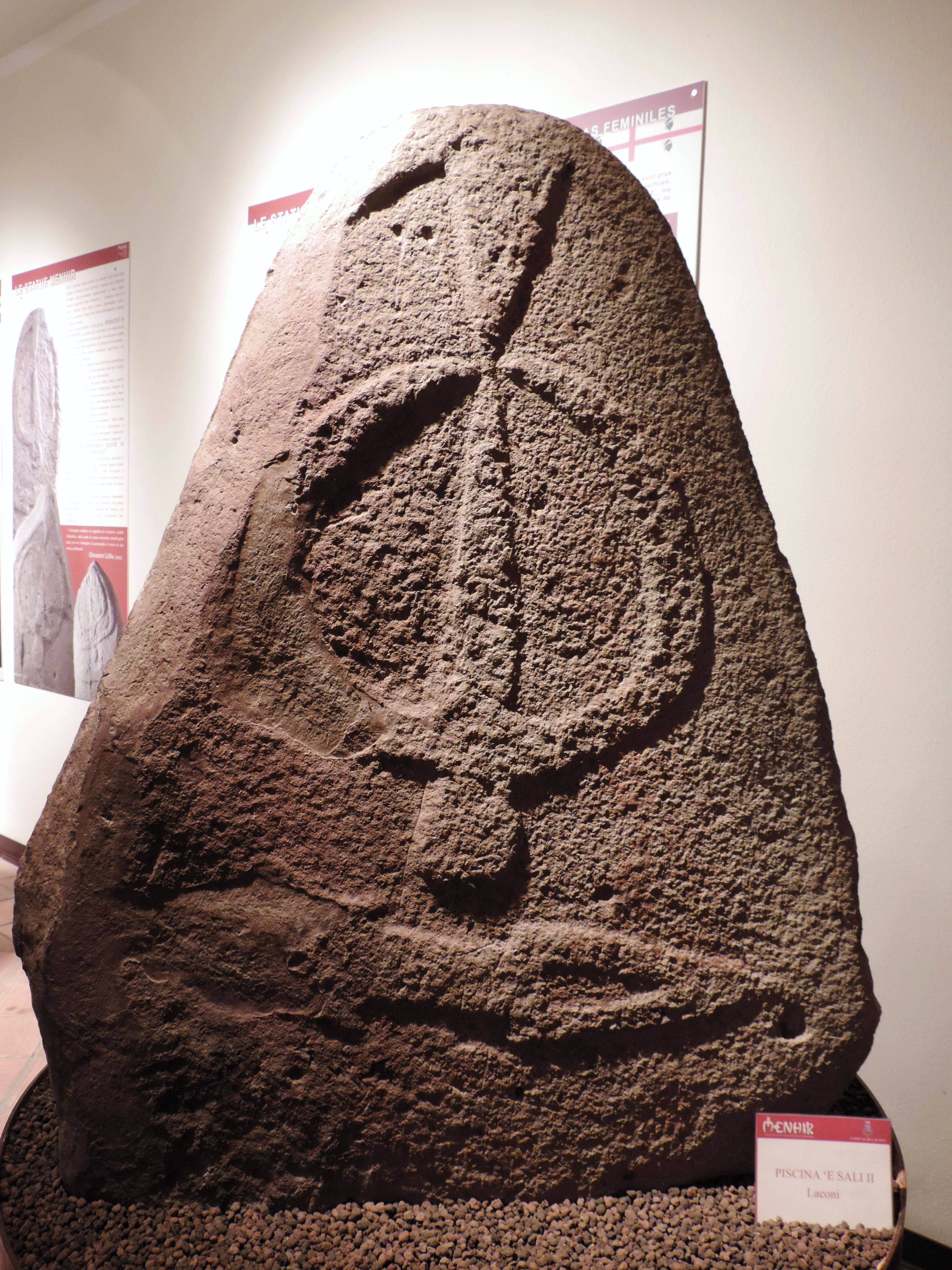
Statue-menhir de style Laconi (Sardaigne).

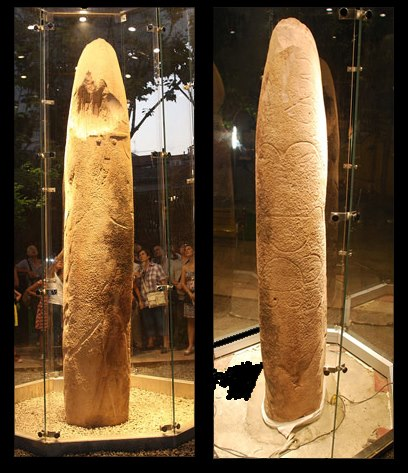
Statue-menhir del Pla de les Pruneres.

### Péninsule ibérique
Dans la péninsule ibérique, l’apparition des statues-menhirs semble correspondre, comme en Armorique, à une évolution du mégalithisme où se succède des menhirs et stèles décorés, des tombes incluant des stèles anthropomorphes (dolmen de Soto), des statues-menhirs isolées et où l'art mégalithique y est multiforme. « L'apparition des statues-menhirs ibériques ne se réalise donc pas ex nihilo mais dans un contexte artistique vieux de plus d'un millénaire et auquel il emprunte certains thèmes iconographiques. De ce fait, une explication diffusionniste est ici peu probable. ».
Les stèles des Asturies et de Cantabrie (Peña Tu, Tabuyo del Monte León, Sejos), de formes rectangulaires avec un sommet arrondi, sont extrêmement abstraites : des motifs géométriques tracés en bandes correspondent peut-être aux vêtements. Les personnages sont souvent armés de poignards et plus rarement de hallebardes (Peña Tù, Sejos). Les statues-menhirs du nord du Portugal se caractérisent par un fort polymorphisme : petites stèles avec visage en creux et bloc nez-sourcils en relief (Moncorvo, Asquerosa), véritables statues de grandes tailles avec des éléments anthropomorphes (Chaves, Ermida, Bouça) ou schématiques (Serra Boulhosa). En Estrémadure, le groupe est très homogène avec de nombreux caractères anthropomorphes (bouche, seins, bras, mains) et quelques attributs (colliers, ceinture). La variété stylistique de plusieurs statues ne permet pas de définir de groupe bien typé et présente des affinités avec divers groupes régionaux européens (Moncorvo, Santa luzia, Cabeço da Mina, Beira Alta, Asquerosa).
Plusieurs statues-menhirs ont été découvertes en Catalogne, ,, (dont la plus grande statue-menhir d'Europe sur le site de Pla de les Pruneres à Mollet), dans le Vallès Oriental et dans la province de Barcelone (Ca l’Estrada).

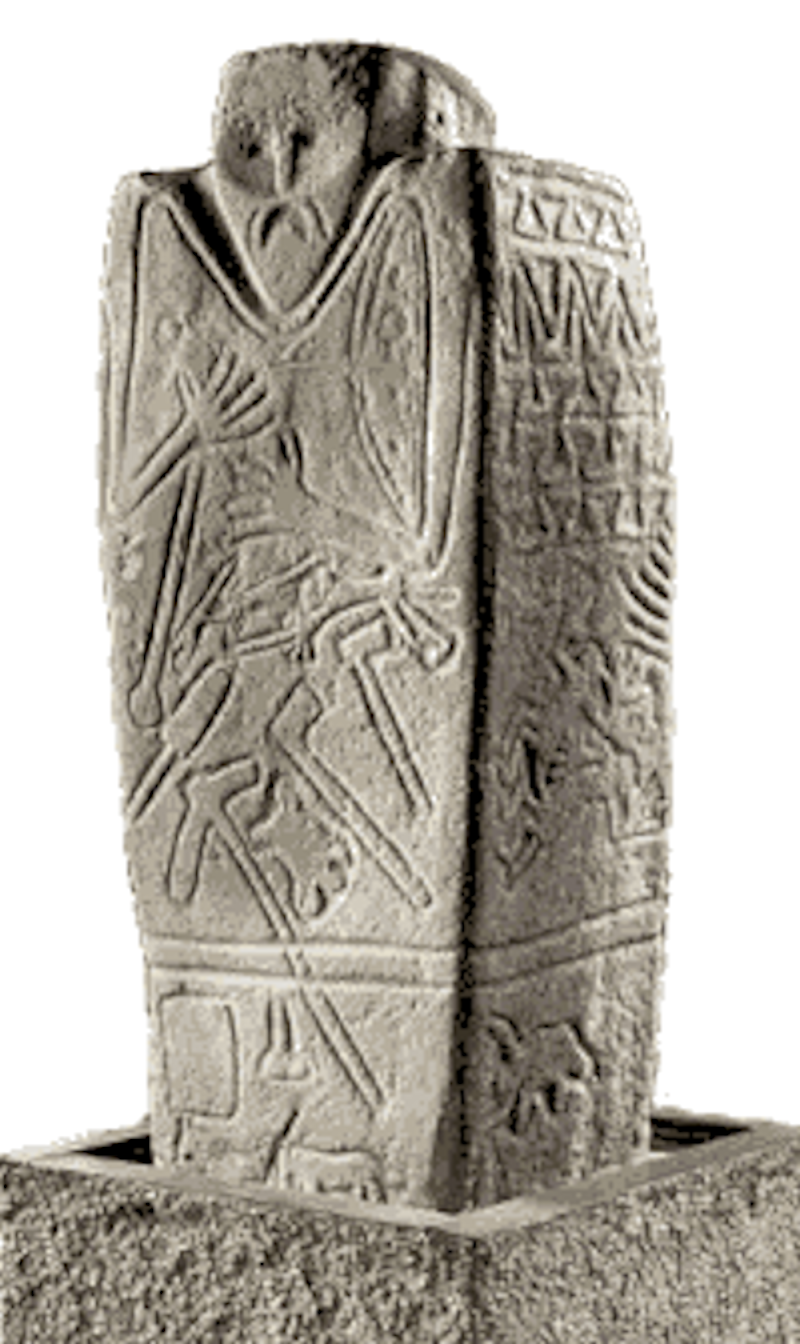
Une statue-menhir d'Ukraine, de la culture Yamna, datant du

### Ukraine et Crimée
L'Ukraine et la Crimée concentrent un ensemble d'environ trois cents stèles et statues-menhirs découvertes entre les cours inférieurs du Don et du Danube, qualifiées parfois de « groupe pontique ». Les premières stèles anthropomorphes datent du IVe millénaire av. J.-C. et sont associées à la culture Yamna, en particulier à la culture Kemi Oba. Leur édification couvre une très longue période depuis la fin du IVe millénaire av. J.-C. jusqu'à l'époque des peuples scythes. Elles sont parfois classifiées sous l’appellation de stèles kourganes quand elles ont été découvertes dressées sur des kourganes ou retrouvées enfouies dans des tumulus mais on ne peut exclure qu'elles ont été réemployées dans ces tumulus ou sculptées plus tardivement puis dressées sur ceux-ci.

### Ailleurs en Europe
Sur l'île de Guernesey, deux statues-menhirs féminines sont recensées à Saint-André-de-la-Pommeraye (Gran'mère du Chimquière (de), Demoiselle du Câtel). Elles présentent une grande unité iconographique avec les quelques figurations anthropomorphes (Kerméné, Laniscar) et des bas-reliefs figurant dans plusieurs allées couvertes (Prajou-Menhir, Crec'h Quillé) découverts en Bretagne. En région parisienne, à Chamigny, une statue-menhir a été récemment découverte.
En Allemagne, quelques exemplaires sont localisés dans le Sachsen-Anhalt. Ces représentations sont constituées de dalles d'environ 1 m de hauteur intégrées dans des contextes funéraires, dans des chambres sépulcrales (menhir de Schafstädt (de), menhir de Pfützthal (de)). Il s'agit soit de personnages féminins, dont le visage est uniquement évoqué par la représentation des yeux et du nez, portant des colliers et des pendeloques, soit de personnages probablement masculins équipés d'un baudrier et d'une hache (Dingelstadt). Bien que ces statues aient été découvertes dans un contexte de réemploi, il semble qu'on puisse les rattacher au Néolithique récent et au début du Néolithique final.
En Suisse, les stèles du site du Petit-Chasseur constituent un groupe très homogène commun avec les statues-menhirs découvertes au site mégalithique de Saint-Martin-de-Corléans (à Aoste) en Italie, dit « groupe Aoste-Sion ». Au Petit-Chasseur, comme à Aoste, les stèles ont été découvertes dans un contexte de complexe funéraire et implantées en deux phases, une première fois vers 2 800 à 2 500 av. J.-C, une seconde fois vers 2 500 à 2 200 av. J.-C. Quant aux deux statues-menhirs de Bevaix, d'un style très différent, elles ont été érigées au Néolithique moyen et redécorées au Néolithique final.
Dans l'aire balkanique, quelques statues-menhirs sont connues de longue date mais il n'y a pas à proprement parler de concentration géographique :  Souphli Magoula à Larissa (Grèce), statue de Kalitche (Bulgarie), menhir de Baia-Hamangia (Roumanie) .

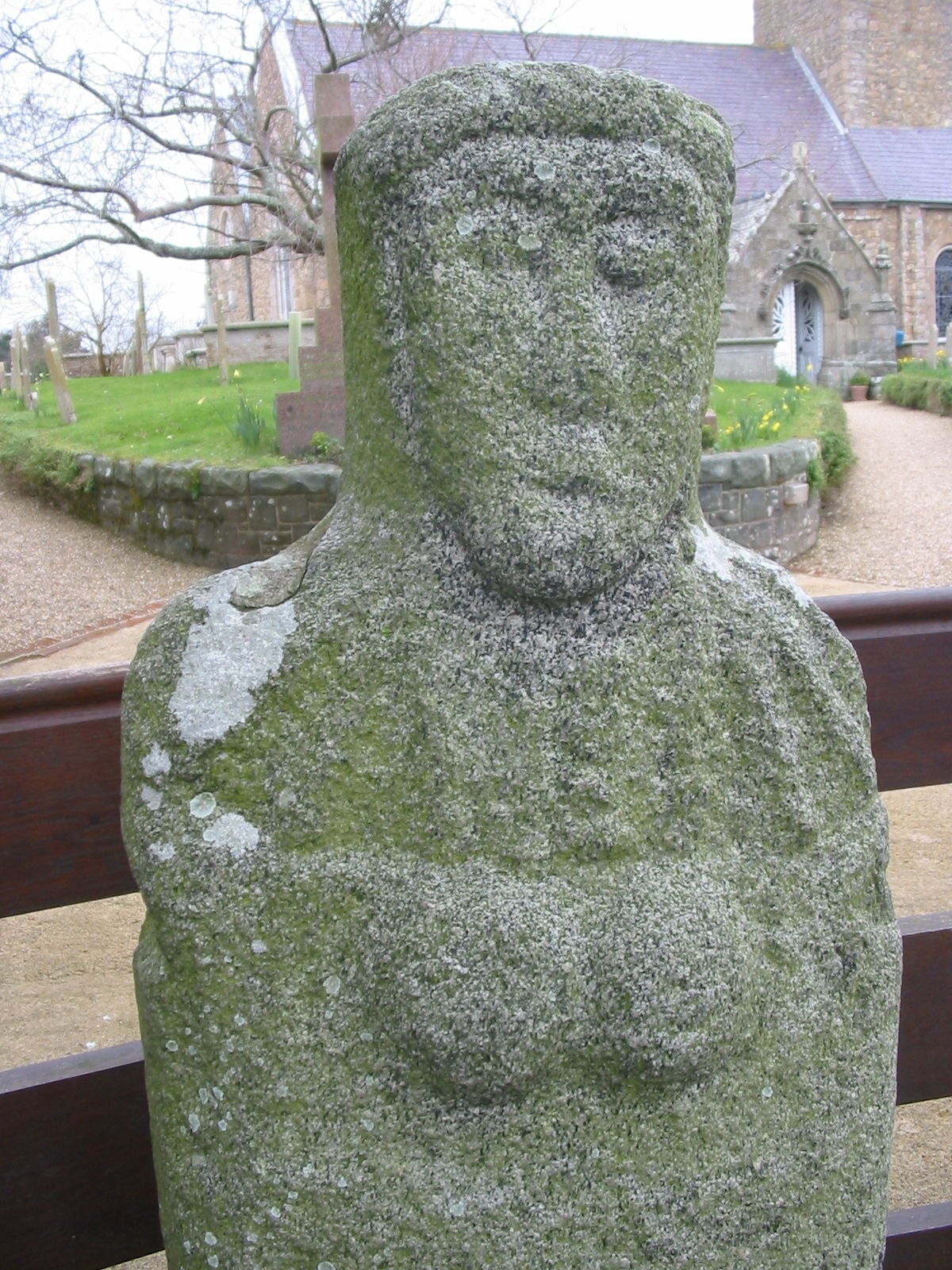
Gran'Mere du Chimquiere (Guernesey).
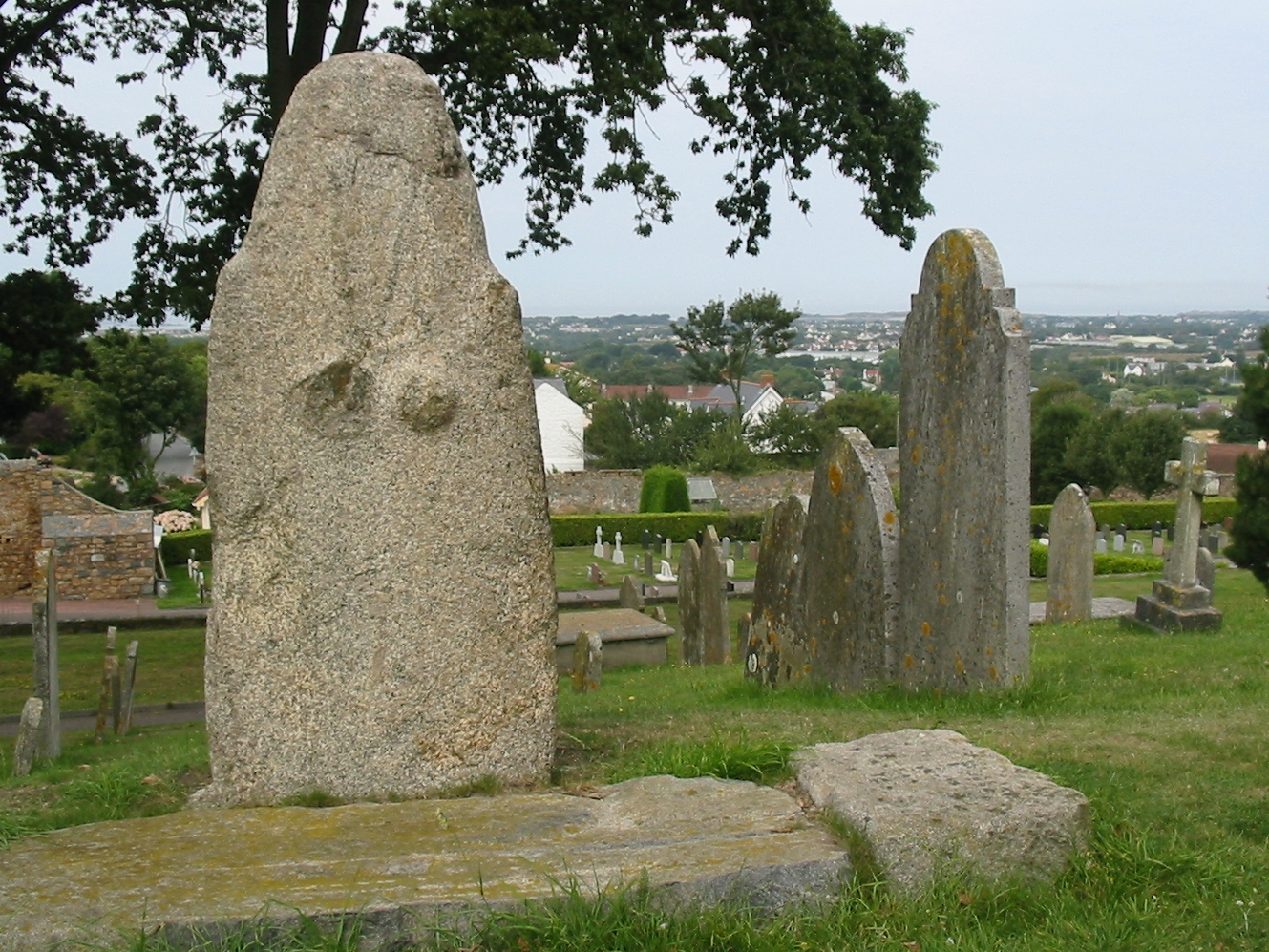
Demoiselle du Câtel (Guernsey).
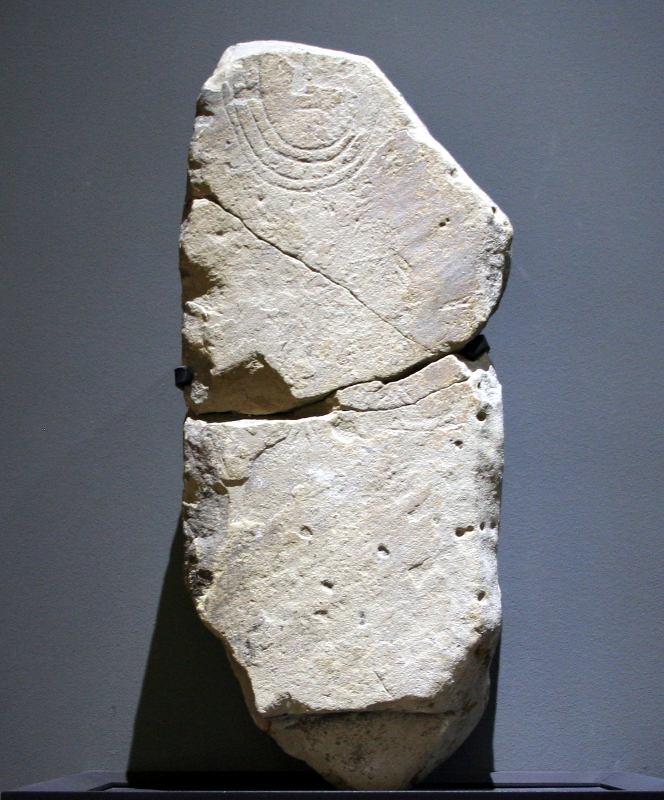
Menhir de Pfützthal (Allemagne).
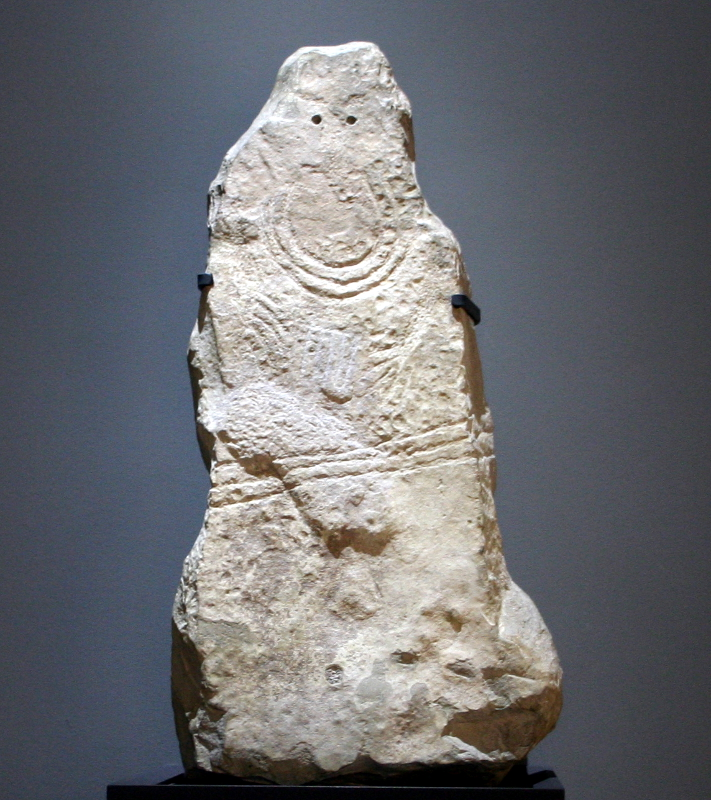
Menhir de Schafstädt (Allemagne).
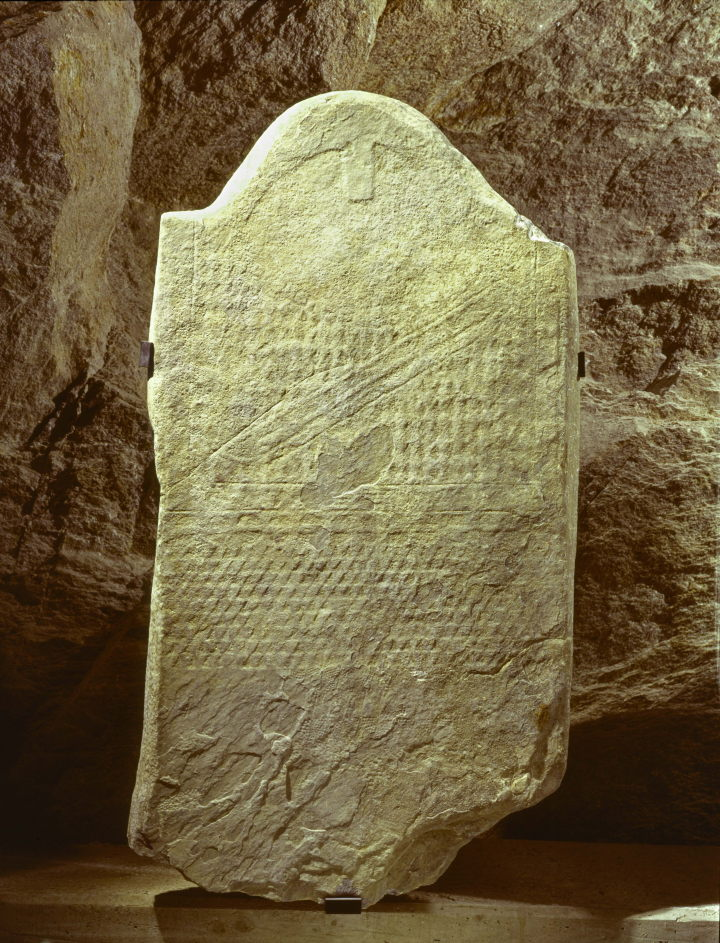
Stèle n°25 du Petit-Chasseur (Suisse).
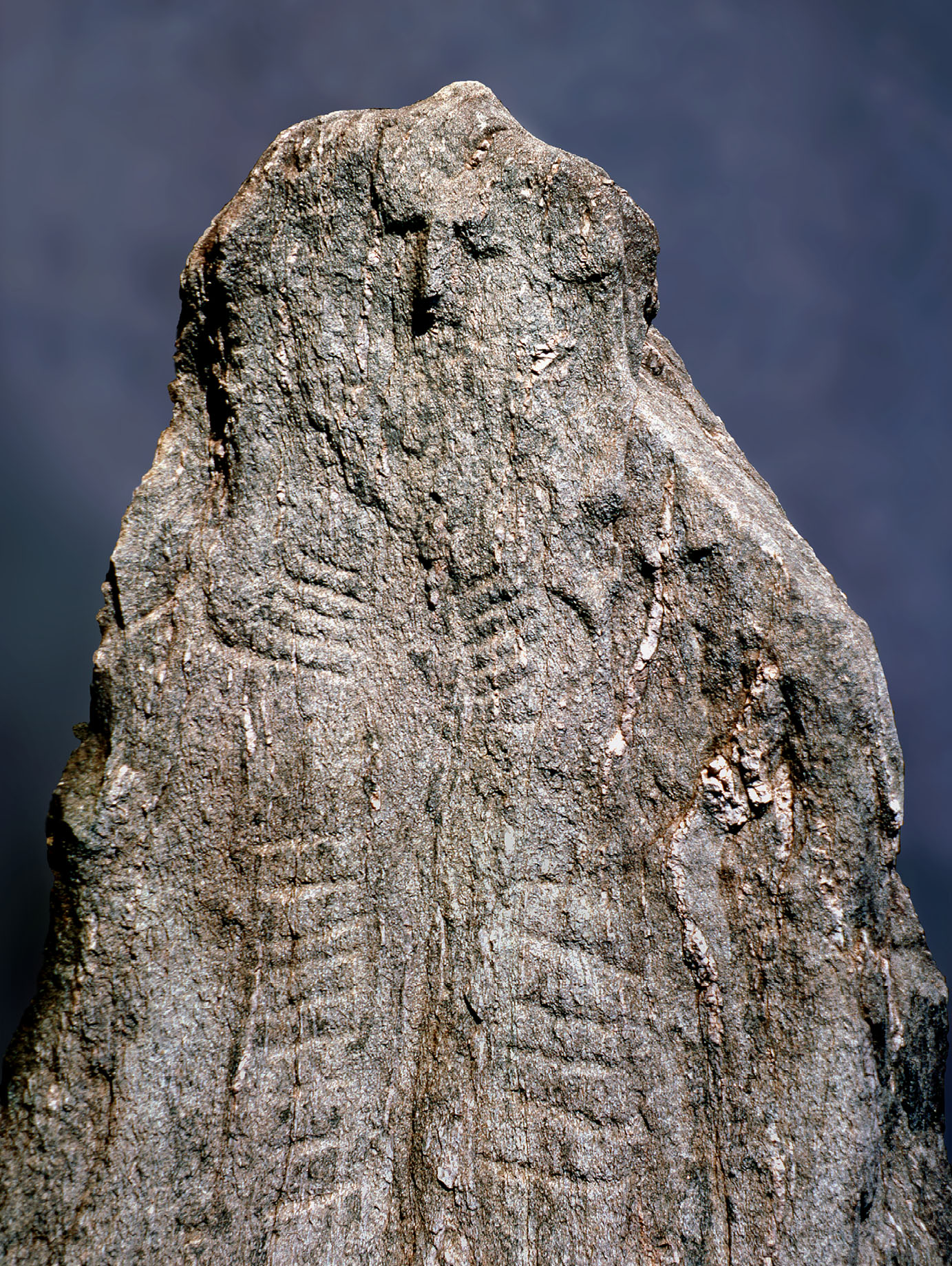
Statue-menhir de Treytel-A Sugiez (Suisse).
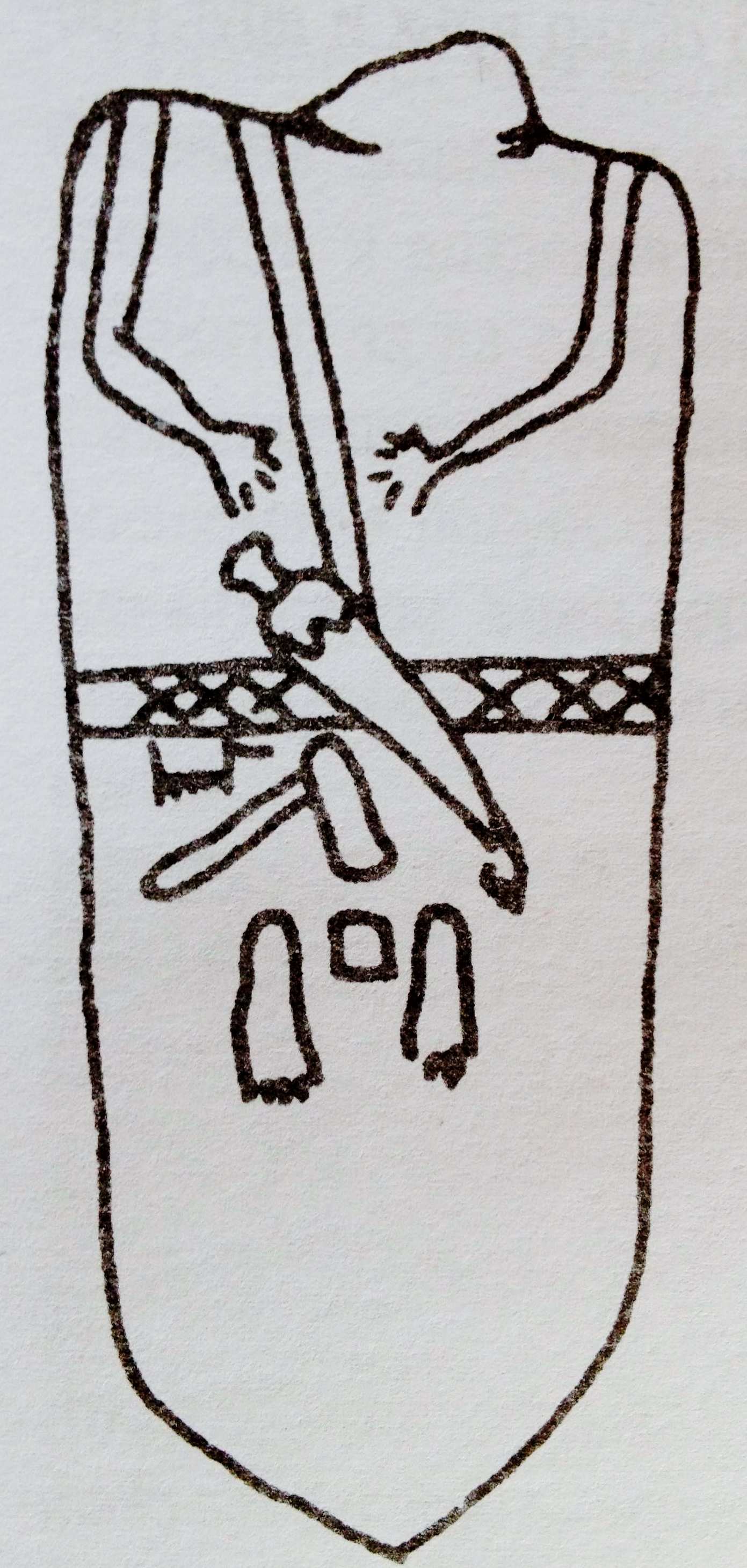
Stèle de Kalitche (Bulgarie).
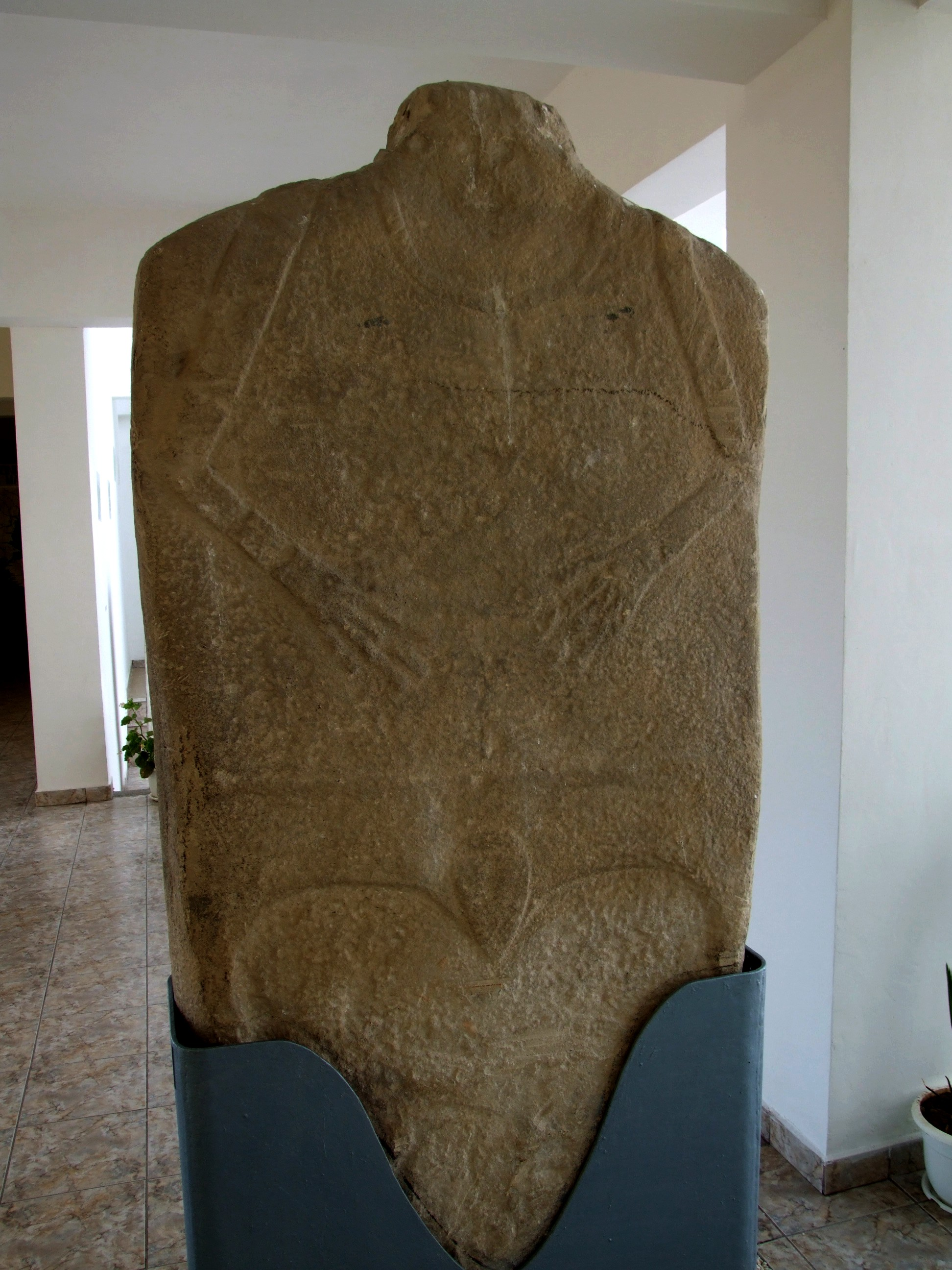
Menhir de Baia-Hamangia (Roumanie).

## Origine du phénomène
La variété stylistique des principaux groupes européens a suggéré deux visions contradictoires : la première considère que l'origine du phénomène provient d'une aire géo-culturelle unique (Crimée, Bas-Danube) avec une diffusion secondaire plus ou moins rapide vers l'Europe de l'Ouest ; la seconde, soulignant la diversité des styles, considère qu'il y a eu pluralité des origines sans nier les contacts transculturels et replace l’apparition des statues-menhirs dans la tradition des pierres dressées du mégalithisme atlanto-méditerranéen.

### Thèse de l'origine pontique
La thèse de l'origine steppique des statues-menhirs a été soutenue par de nombreux auteurs à la suite de la diffusion de l'hypothèse kourgane. Les principaux arguments avancés sont la parenté stylistique (bloc en « T » nez-sourcils, port du poignard), la contemporanéité globale des séries (celles trouvées dans les steppes et celles de la Méditerranée occidentale), la concomitance de ce mouvement avec la date supposée de diffusion des langues indo-européennes. Tout en rappelant que cette thèse est « souvent considérée comme dépassée », Christian Jeunesse soutient ainsi que les transformations culturelles qui apparaissent en Méditerranée occidentale au moment de l'apparition des stèles anthropomorphes trouvent leur pendant dans la région des steppes orientales à la même époque. Cette période correspond à un moment d'important développement de la métallurgie du cuivre et de production de grandes lames en silex par débitage à la pression. Elle voit également l'apparition du poignard en cuivre ou en silex et de la hache plate. Dans les mobiliers funéraires d'Italie ou d'Espagne, ces objets apparaissent en association avec des armatures de flèche en silex. Selon Jeunesse, ces innovations « témoignent de l'émergence d'une nouvelle idéologie fondée sur une forte valorisation de l'individu et du guerrier très proche de celle que l'on associe traditionnellement à l'implantation, 8 ou 10 siècles plus tard, du Campaniforme et la culture de Maïkop serait le berceau de ces innovations qui auraient été transmises par des populations d'origine steppique.

### Thèse de l'origine régionale
D'autres auteurs (Guilaine, D'Anna) insistent sur les différences de style et d'attributs qui distinguent chaque groupe considéré véritables « canons ou traits spécifiques à certaines aires (par exemple les semelles du groupe pontique, l'objet du Midi, le trident de Sardaigne, la pendeloque de cuivre, à double spirale, du domaine ouest-alpin) ». Si des rapprochements stylistiques peuvent être faits entre des statues appartenant à des ensembles régionaux très éloignés géographiquement, l'étude détaillée de ces groupes montre qu'ils sont fortement individualisés. Jean Guilaine rappelle que les stèles anthropomorphes et l'iconographie mégalithique s'inscrivent dans un temps long. De surcroît, il existe des écarts chronologiques importants entre groupes qui contredisent une origine unique : le groupe rouergat ignore la métallurgie du cuivre et apparaît dès la deuxième moitié du IVe millénaire av. J.-C. alors que les groupes italien du Trentin ou de la Lunigiana se caractérisent par des poignards de type Remedello et apparaissent dans la première moitié du IIIe millénaire av. J.-C.. Le très important décalage culturel entre une Europe de l'est au stade de l'âge du Bronze et une Europe de l'ouest demeurée encore au stade chalcolithique ne paraît pas, par ailleurs, compatible avec un processus de diffusion sans impact sur les cultures matérielles. « De même, en Europe occidentale le phénomène n'est pas limité au Néolithique final, il apparaît à des époques plus récentes (statues-menhirs du groupe corse). En conséquence, on ne peut actuellement affirmer qu'en Europe occidentale l'art anthropomorphe représenté par les statues-menhirs, les statues-stèles, les dalles sculptées et gravées, a réellement une origine unique, même si par ailleurs de solides arguments archéologiques confirment l'existence de relations d'échange entre les régions concernées ».